# Ловіс Корінт
Ловіс Корінт (нім. Lovis Corinth; 21 липня 1858 — 17 липня 1925) — німецький художник і письменник. Його зріла творчість як художника й графіка була зразком синтезу імпресіонізму та експресіонізму.
Корінт навчався в Парижі та Мюнхені, приєднався до групи Берлінський сецесіон, пізніше змінивши Макса Лібермана на посаді очільника групи. Його ранні роботи були натуралістичними за підходом. Корінт спочатку був антагоністично налаштований щодо експресіоністського руху, але після інсульту в 1911 році його стиль послабився і набув багатьох експресіоністських якостей. Його використання кольору стало більш яскравим, саме тоді він створив портрети та пейзажі надзвичайної життєвої сили. Тематика Корінта також включала оголені тіла та біблійні сцени.

## Раннє життя
Корінт народився як Франц Генріх Луї 21 липня 1858 року в Тапіау, провінція Пруссія Королівства Пруссія. Син гарбаря, у дитинстві виявив талант до малювання. У 1876 році пішов вчитися живопису в Кенігсберзьку академію. Спочатку він мав намір стати історичним художником, але його відмовив від цього курсу його головний інструктор в академії, художник-жанрист Отто Гюнтер. У 1880 році Корінт поїхав до Мюнхена, який змагався з Парижем як центр авангардного мистецтва в Європі того часу. Там він недовго навчався у Франца фон Дефреггера, перш ніж вступив до Мюнхенської академії образотворчих мистецтв, де навчався під керівництвом Людвіга фон Леффца. Реалізм ранніх робіт Коринфа надихався вченням Льоффца, яке наголошувало на ретельному спостереженні за кольорами та значеннями. Важливий вплив мали на нього Курбе та Барбізонська школа в інтерпретації мюнхенських художників Вільгельма Лейбла та Вільгельма Трюбнера.
За винятком перерви через військову службу в 1882–83 роках, Корінт навчався у Леффца до 1884 року. Далі він поїхав до Антверпена, де дуже захоплювався картинами Рубенса, а потім у жовтні 1884 року до Парижа, де навчався у Вільяма-Адольфа Бугро та Тоні Робера-Флері в Академії Джуліана. Він особливо зосереджувався на вдосконаленні своїх навичок малювання, і зробив жіноче оголене тіло своєю частою темою. Однак він був розчарований тим, що йому неодноразово не вдалося виграти медаль на Салоні. 1888 року він повернувся до Кенігсберга, коли прийняв ім'я «Ловіс Корінт».

## Кар'єра

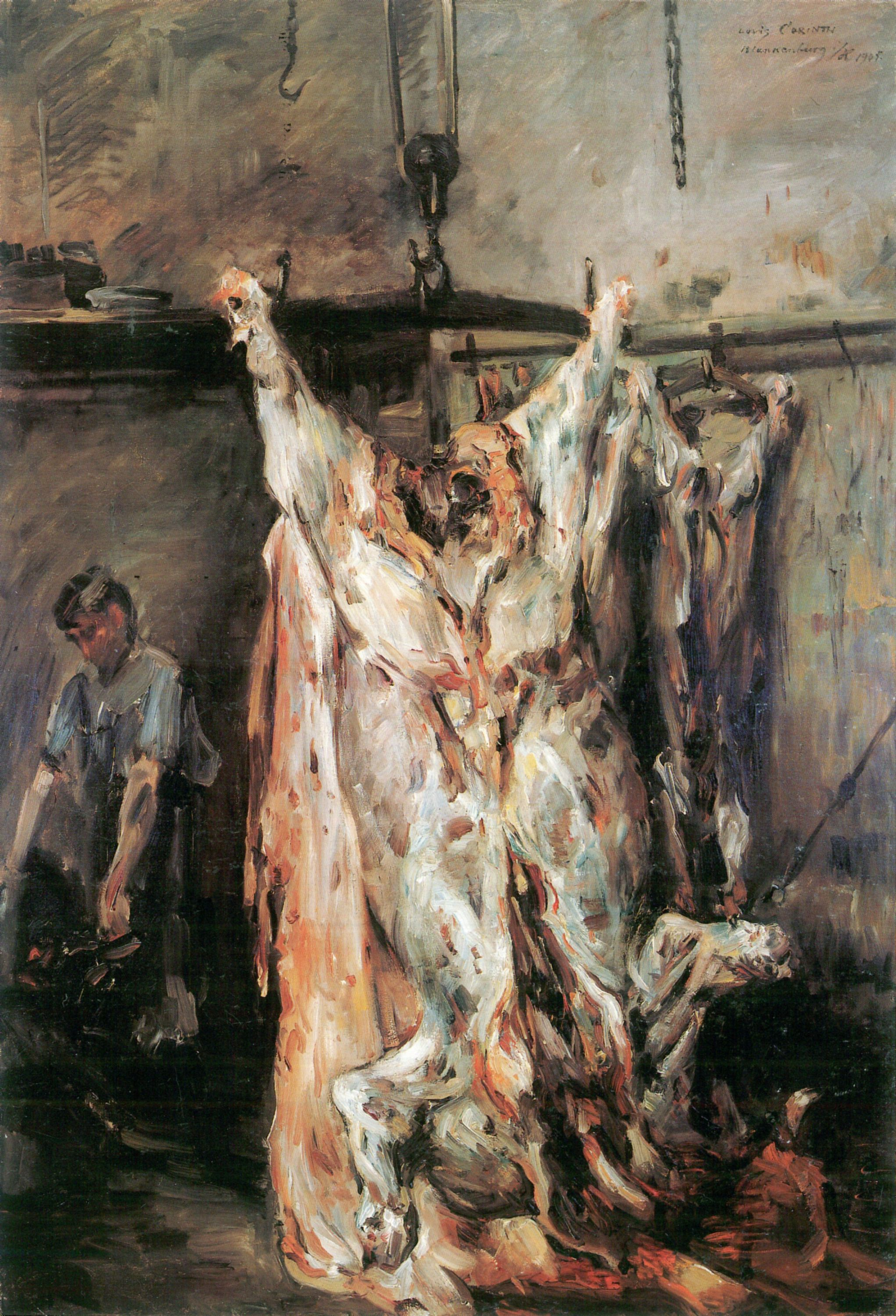
Забитий віл (1905), полотно, олія, 160,5 х 110,5 см, Східнонімецька галерея, Регенсбург

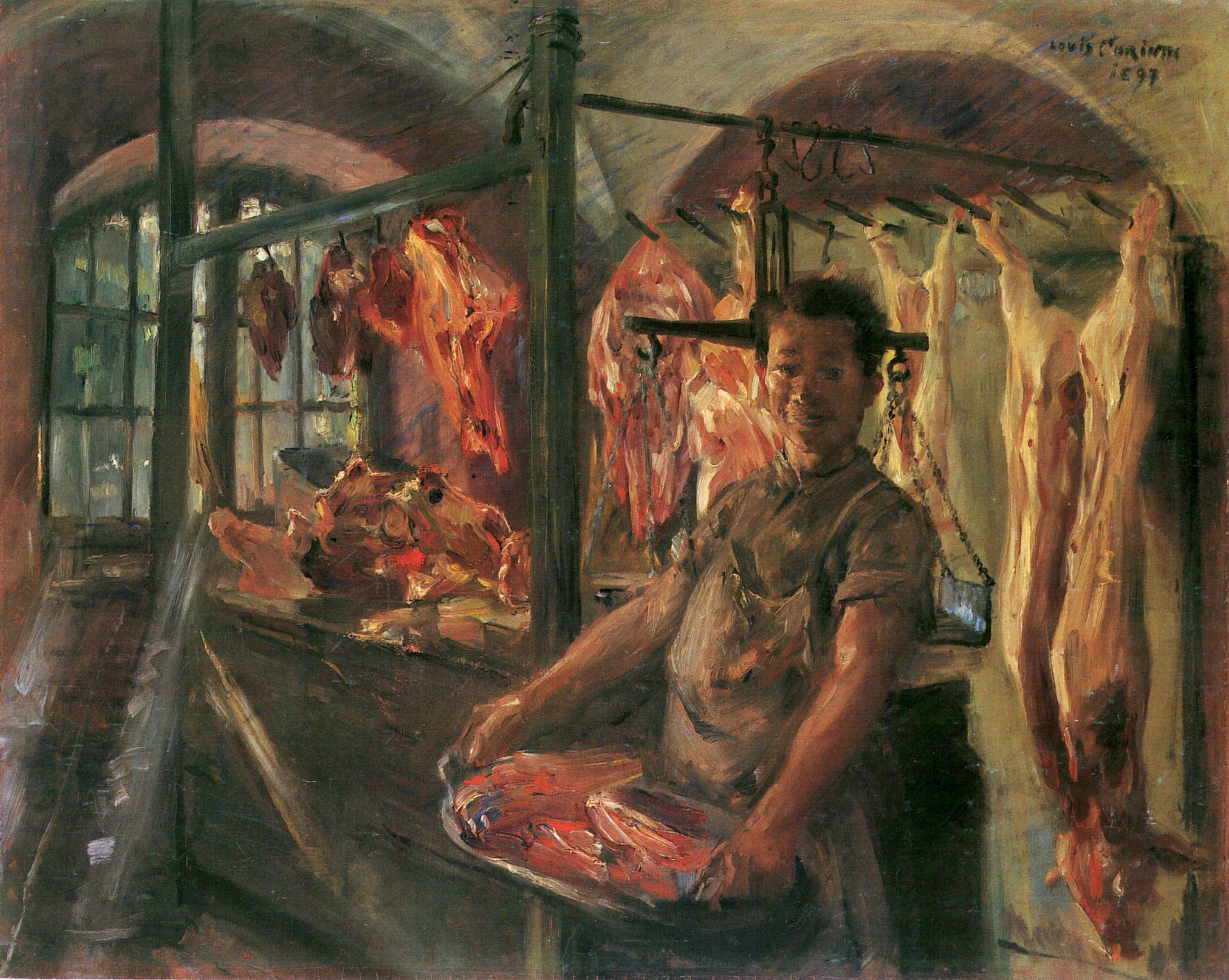
М'ясарня у Шефтларні на Ізарі (1897), Бременська картинна галерея, Бремен

У 1891 році Корінт повернувся до Мюнхена, але в 1892 році покинув Мюнхенську академію і приєднався до Мюнхенського сецесіону. У 1894 році він приєднався до Вільної асоціації, а в 1899 році брав участь у виставці, організованій Берлінським сецесіоном. Ці дев'ять років у Мюнхені були для нього не найпродуктивнішими, і він, мабуть, більше прославився своєю здатністю пити велику кількість червоного вина та шампанського.
1900 року Корінт переїхав до Берліна, де мав персональну виставку в галереї, що належала Паулю Кассіреру. У 1902 році у віці 43 років він відкрив школу живопису для жінок і одружився зі своєю першою ученицею, Шарлоттою Беренд, приблизно на 20 років молодшою за нього. Шарлотта була його молодою музою, його духовним партнером і матір'ю його двох дітей. Вона справила на нього глибокий вплив, і сімейне життя стало головною темою його мистецтва. Іншою його ученицею була Дорамарія Пуршіан.
Корінт опублікував численні есеї з історії мистецтва, а в 1908 році видав свою книгу Das Erlernen der Malerei («Про навчання малювати»).
У грудні 1911 року він переніс інсульт, його частково паралізувало лівий бік. Після цього він ходив, накульгуючи, і його руки мали хронічний тремор. З допомогою дружини протягом року він знову малював правою рукою. Власна інвалідність розвинула в художника сильний інтерес до простих, інтимних речей повсякденного життя. Влітку 1919 року, наприклад, він створив цикл випадкових офортів своєї родини в їхньому заміському будинку. Саме в цей час пейзажі стали значною частиною його творчості. Ці пейзажі були створені на Вальхензее, озері в Баварських Альпах, де Корінт володів будинком. Чимало мистецтвознавців вважають серію Вальхензее його найбільшим творчим досягненням.
Він намалював численні автопортрети і мав звичку малювати по одному щороку на свій день народження, щоб перевірити себе. У багатьох своїх автопортретах він приймав різні образи, наприклад, лицар у латах («Переможець», 1910) або Самсон («Осліплений Самсон», 1912).
Не всі роботи Корінта були оцінені за його життя: дізнавшись про його смерть, данський критик Георг Брандес написав у листі до свого секретаря, що це було «покаранням Корінта за такий жалюгідний портрет мене самого».
У 1915—1925 роках він був президентом Берлінського сецесіону. У 1920 році в Берліні видано антологію його творів з історії мистецтва. У 1922 році його роботи виставили на Венеціанській бієнале. 15 березня 1921 року Корінт отримав ступінь почесного доктора Кенігсберзького університету. У 1925 році він поїхав до Нідерландів, щоб подивитися на роботи своїх улюблених голландських майстрів. Він підхопив запалення легенів і помер у Зандворті. Похований на Південно-Західному кладовищі Штансдорф поблизу Берліна.

### Графіка
Корінт досліджував усі техніки друку, крім акватинти; він віддавав перевагу сухій голці та літографії. Свій перший офорт він створив у 1891 році, а першу літографію — у 1894 році. Він експериментував із ксилографією, але зробив лише 12 ксилографій, усі — між 1919 і 1924 роками. Він був досить плідним графіком, і за останні 15 років свого життя створив понад 900 графічних робіт, у тому числі 60 автопортретів. Пейзажі, створені ним у 1919—1925 роках, є чи не найцікавішими образами всієї його графічної творчості.

## Спадщина

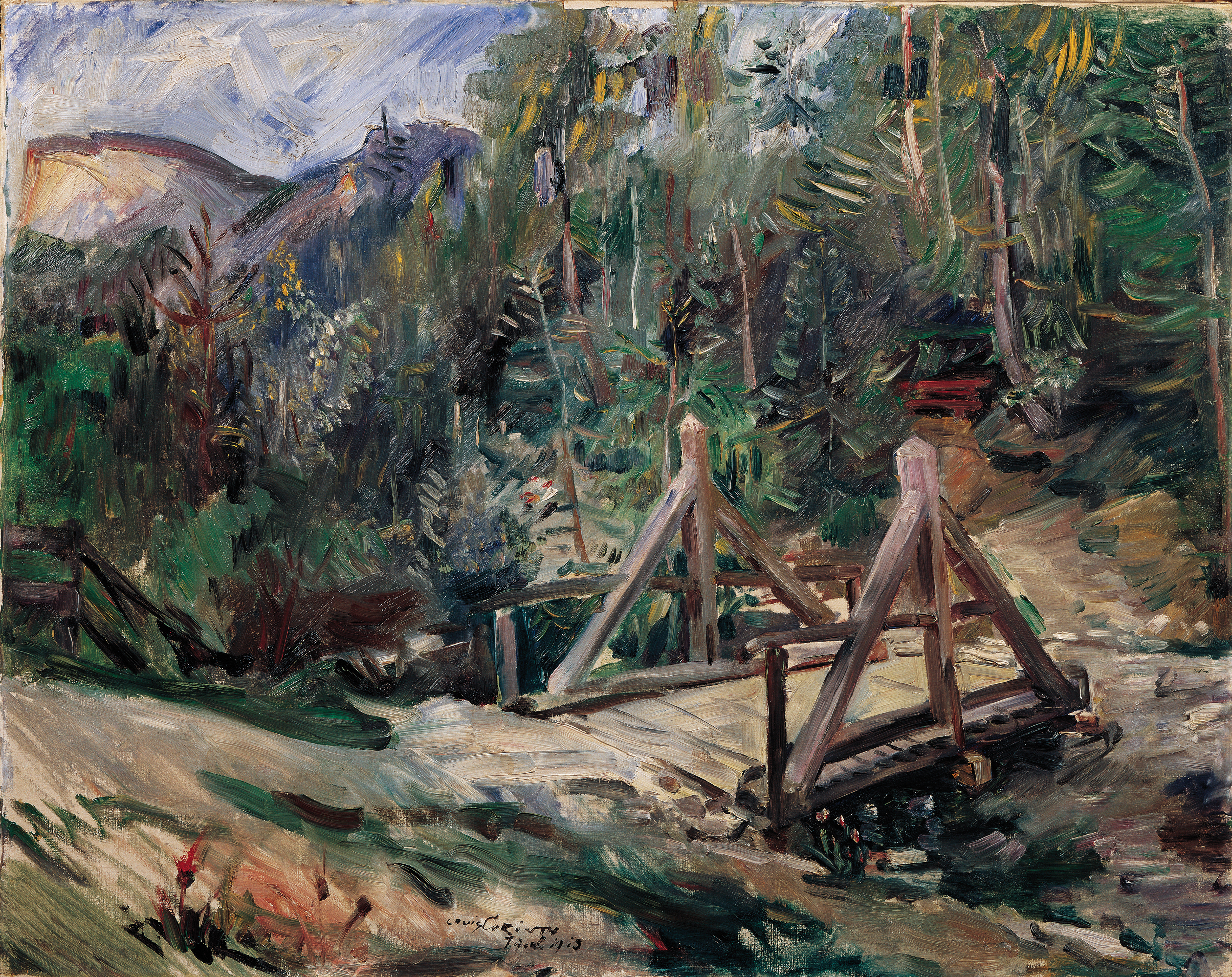
Тірольський пейзаж з мостом (1913), полотно, олія, 95,5 х 120,5 см, Österreichische Galerie Belvedere, Відень

Будинок, де народився Корінт, досі є в місті Тапіау, яке зараз називається Гвардійськ і розташоване в Калінінградській області Росії.
У 1910 році Корінф пожертвував картину «Голгафа» для вівтаря церкви свого місця народження, Тапіау. Наприкінці Другої світової війни, коли Червона армія вторглася в Східну Пруссію, ця картина безслідно зникла. Тапіау був серед небагатьох місць у Східній Пруссії, які не спустошила війна, тому ймовірно, що картина вкадена, а не знищена.
У 1926 році в Національній галереї в Берліні проходила пам'ятна виставка живопису й акварелі Коринфа, а в Берлінській академії — виставка його гравюр і малюнків. До 1930 року Національна галерея придбала кілька великих картин Корінта на додаток до тих, що вже були в її колекції.
Під час Третього рейху творчість Корінта засудили нацисти як дегенеративне мистецтво. У 1937 році нацистська влада вилучила 295 його робіт із публічних колекцій і перевезла сім із них до Мюнхена, де їх показали в березні 1937 року на виставці Дегенеративного мистецтва.
У 2007 році німецьке місто Ганновер повернуло картину Корінта спадкоємцям єврейського колекціонера Курта Гляйзера, який продав її в 1933 році, щоб профінансувати свою втечу від нацистів. Картину 1914 року «Римський пейзаж» передали спадкоємцям Гляйзера, в особі його небоги, яка живе в США, та її дочки.

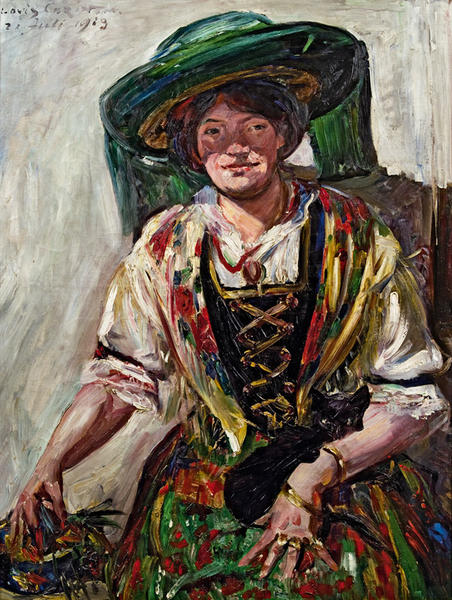
Ловіс Корінт, Тірольська жінка з кішкою (Tirolerin mit Katze)

У 2015 році спадкоємці жертв Голокосту Теа та Фріц Ґольдшмідт подали вимогу про реституцію картини Корінта " Тірольська жінка з кішкою " («Tirolerin mit Katze») після того, як картина з'явилася на аукціоні Im Kinsky у Відні для продажу від анонімного власника. Австрійський аукціонний дім відмовився повідомити, хто купив крадену картину. Картина внесена до бази даних Lostart Німецького фонду втраченого мистецтва та до «Списку найбільш розшукуваних» викрадених творів мистецтва фонду Monuments Men.
У червні 2021 року Королівський музей образотворчого мистецтва Бельгії в Брюсселі погодився повернути Натюрморт із квітами Корінта 1913 року спадкоємцю Густава та Емми Маєр, які зазнали гонінь нацистів і через єврейське походження мусили тікати.

## Галерея

### Пейзажі та натюрморти

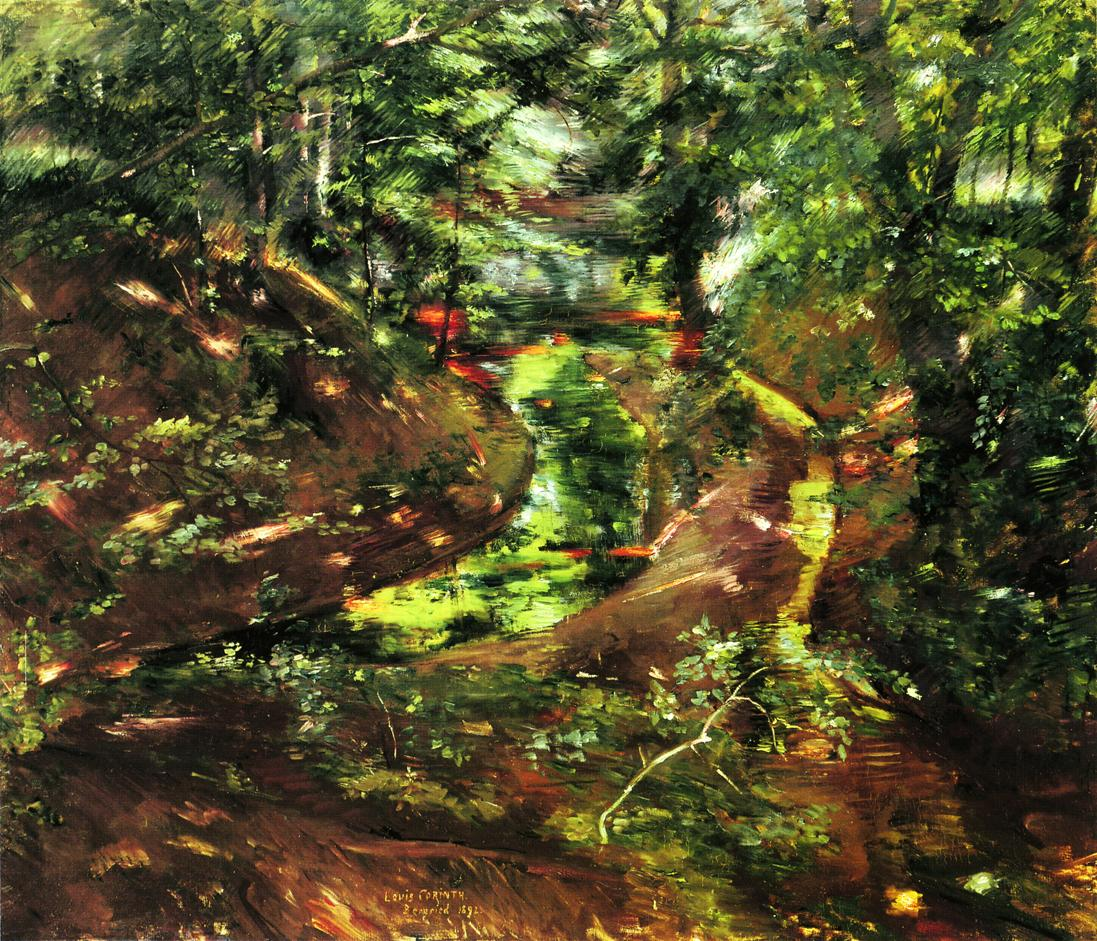
Лісовий інтер'єр у Бернріді (1892), полотно, олія, 94×110 см, Галерея Паффрата, Дюссельдорф
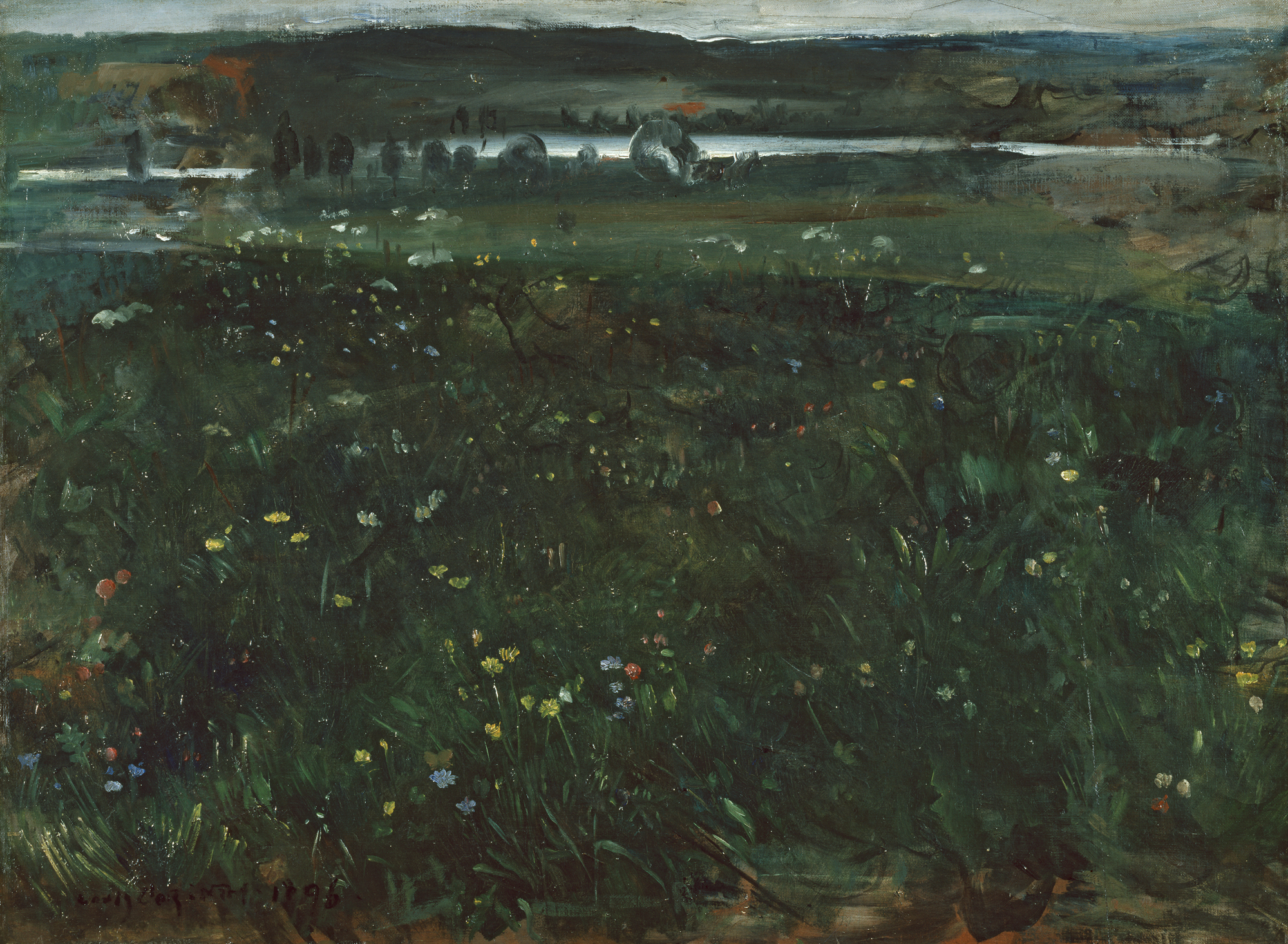
В Унтер-Шефтларні на Ізарі (1896), полотно, олія, 60 х 82 см, Міська галерея в будинку Ленбаха, Мюнхен
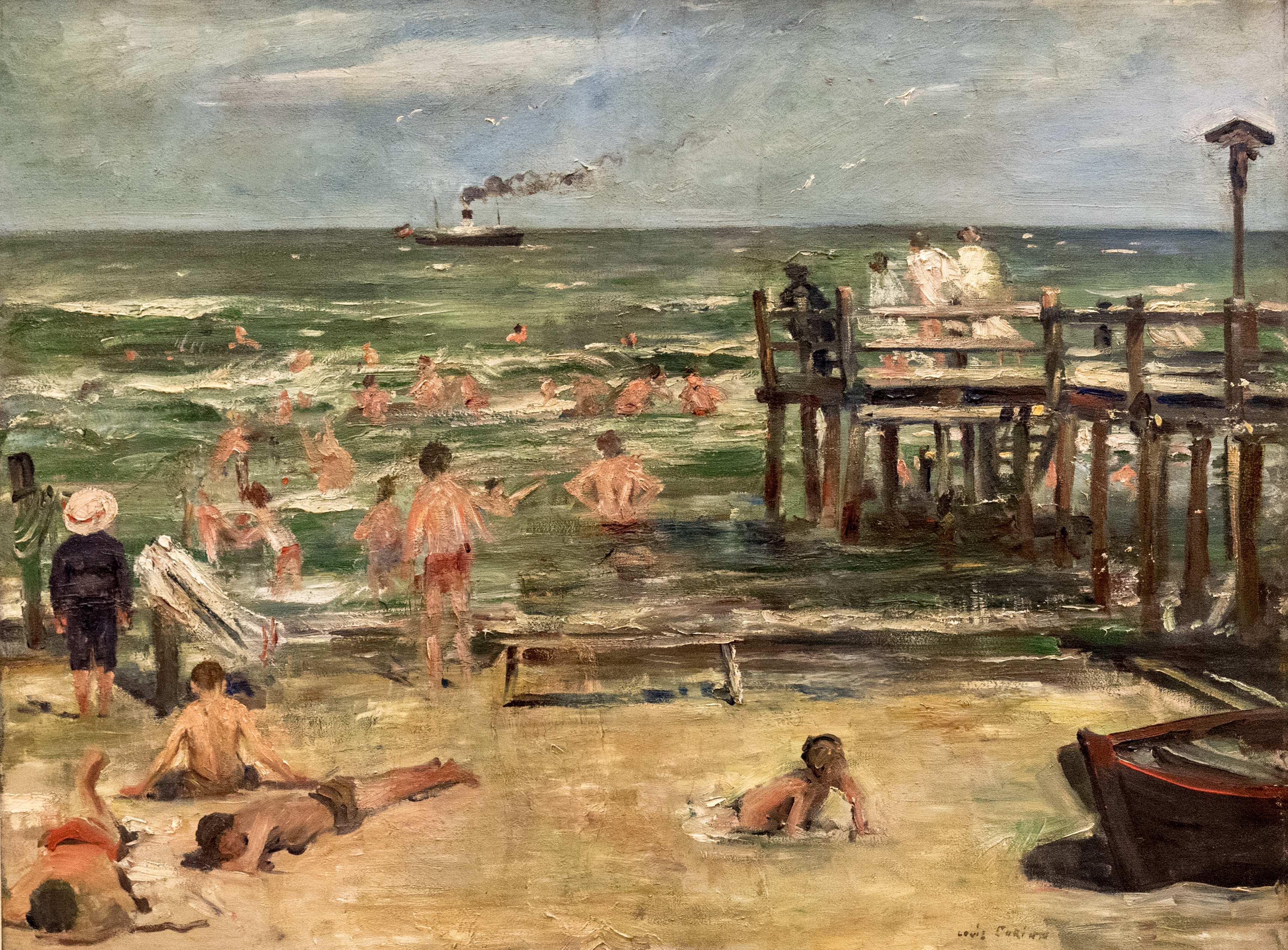
Плавальний комплекс у Хорст-Остзее (1902), полотно, олія, Музей Георга Шефера, Швайнфурт
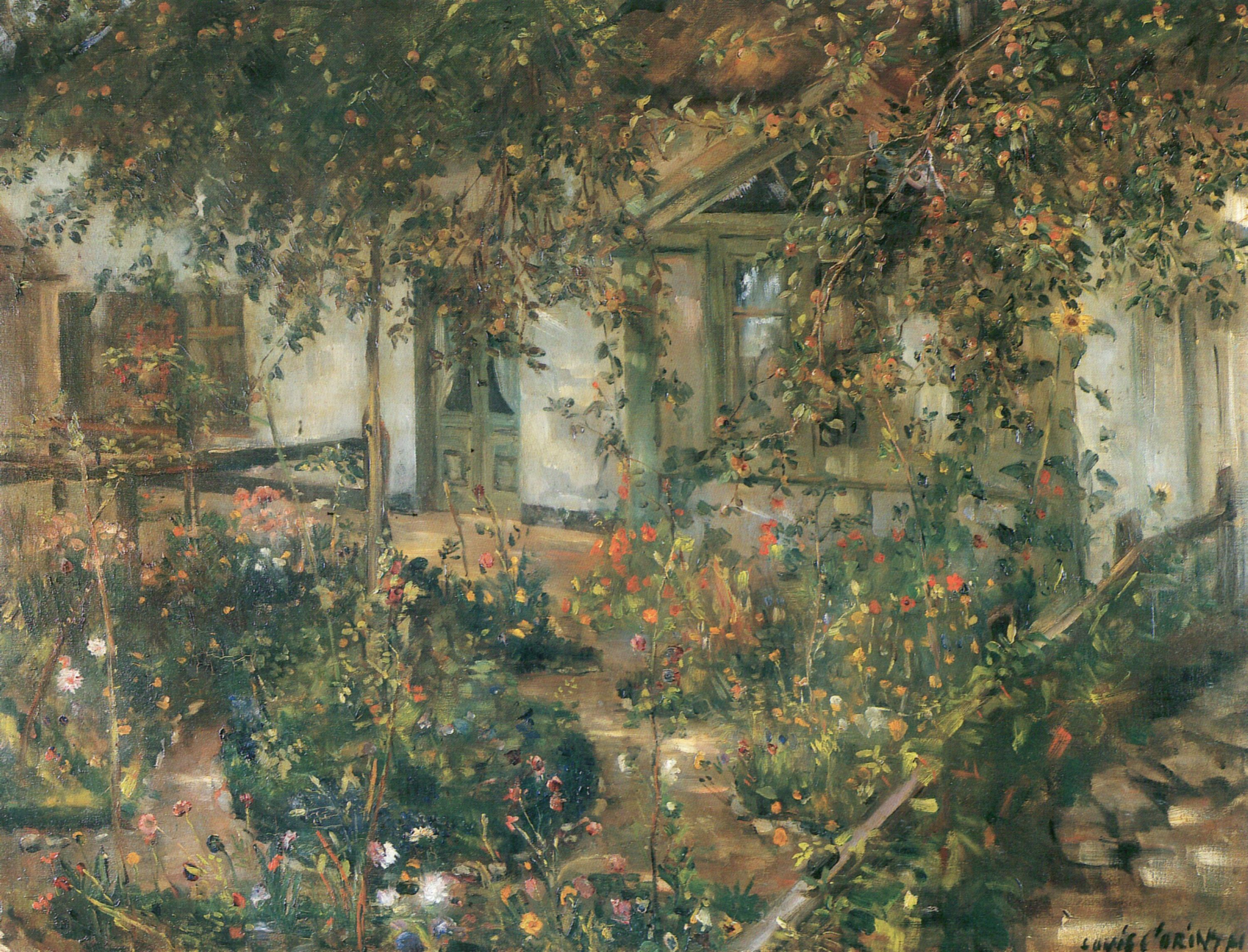
Квітучий сад(1904), п.о., 76х100 см, Музей Вісбадена
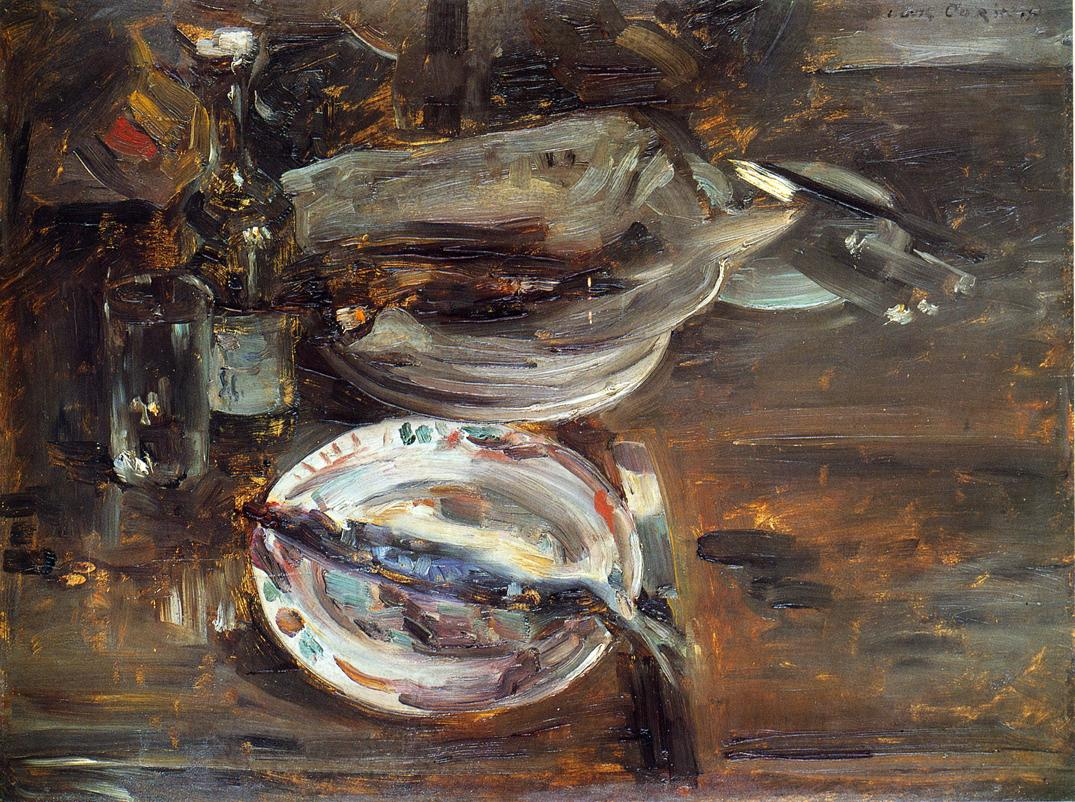
Похмільний сніданок(1913), 52х69 см, приватна колекція
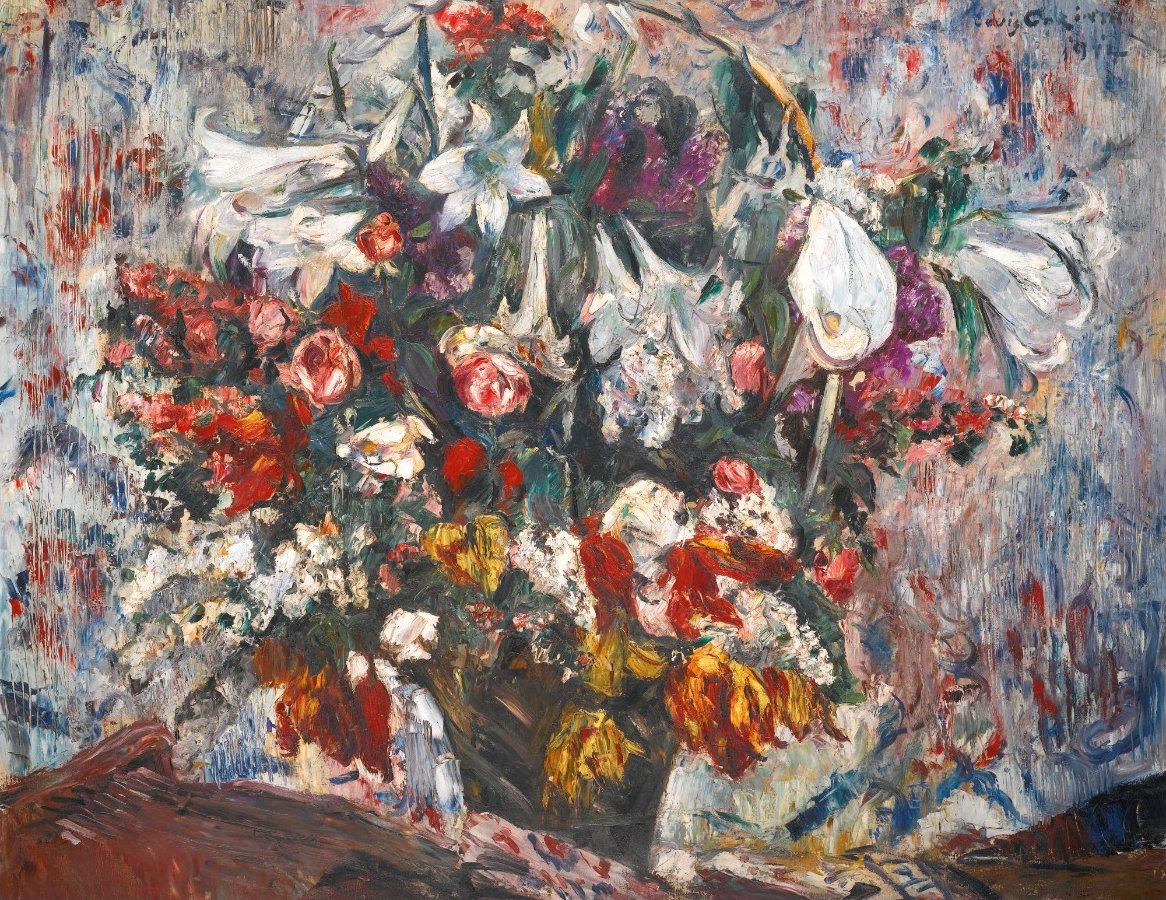
Кошик з амарилісом, бузком, трояндами і тюльпанами (1914), п. о. , 109,4 х 138,8 см.
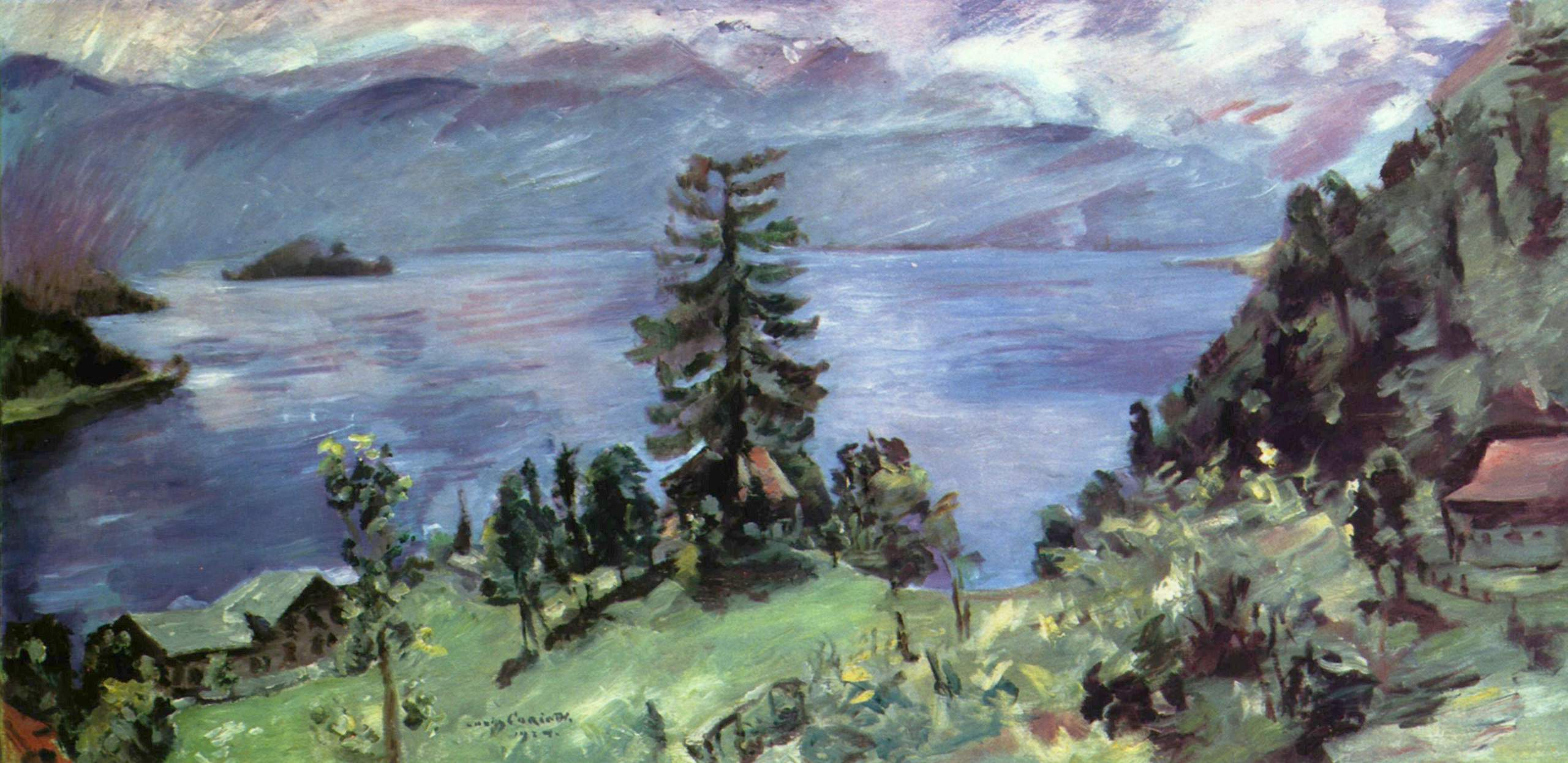
Панорама Вальгензее, Вид з кафедри (1924), полотно, олія, 100 х 200 см, Музей Вальрафа-Ріхарца, Кельн
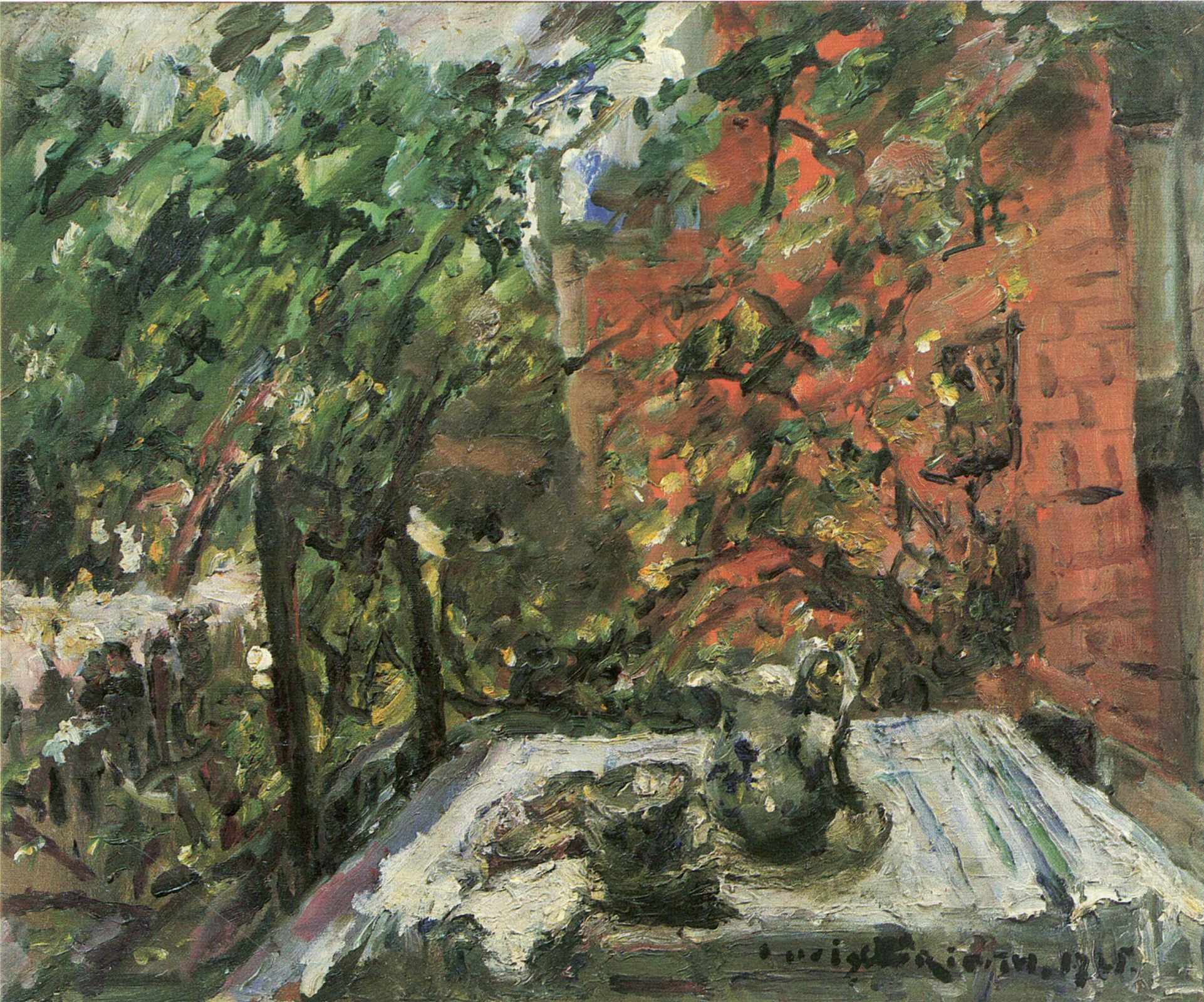
Вечеря на балконі (1925), п. о. , 49×60 см, Берлінська галерея, Берлін

### Персонажі та портрети

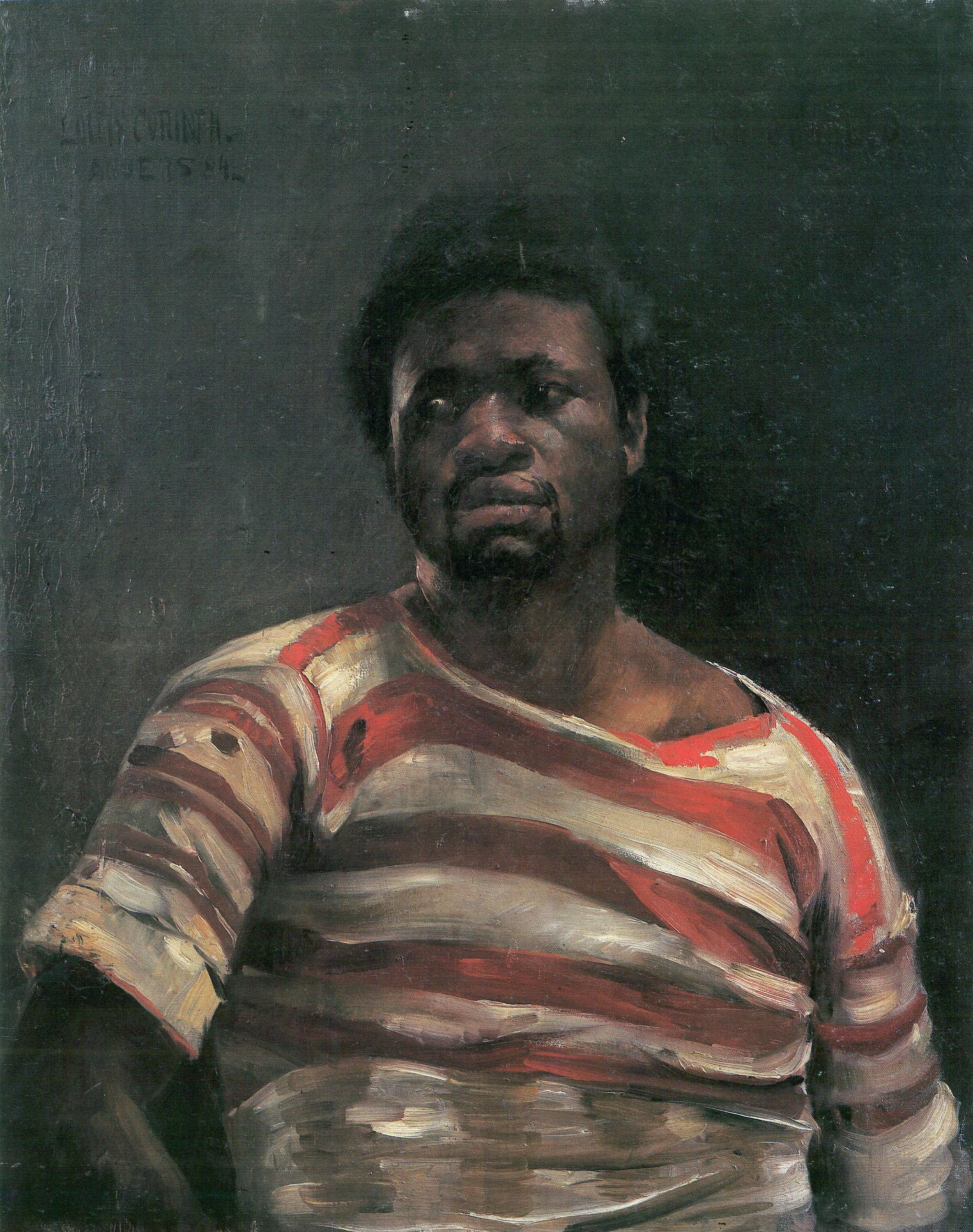
Негр Отелло (1884), полотно, олія, 78 х 58,5 см, Художній музей Лентос, Лінц
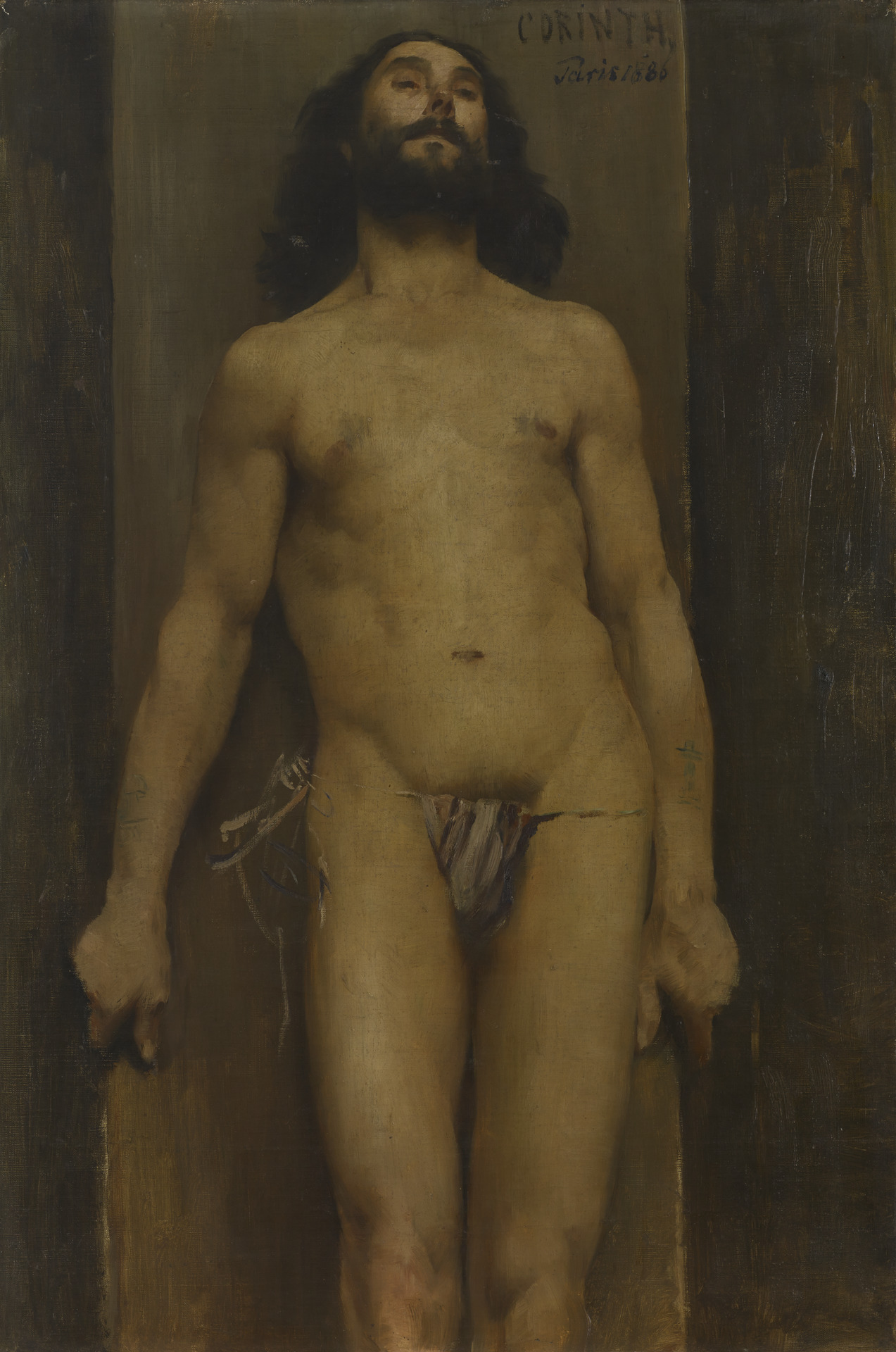
Оголена (1886), полотно, олія, 85 х 55 см, галерея Єльського університету, Нью-Гейвен,
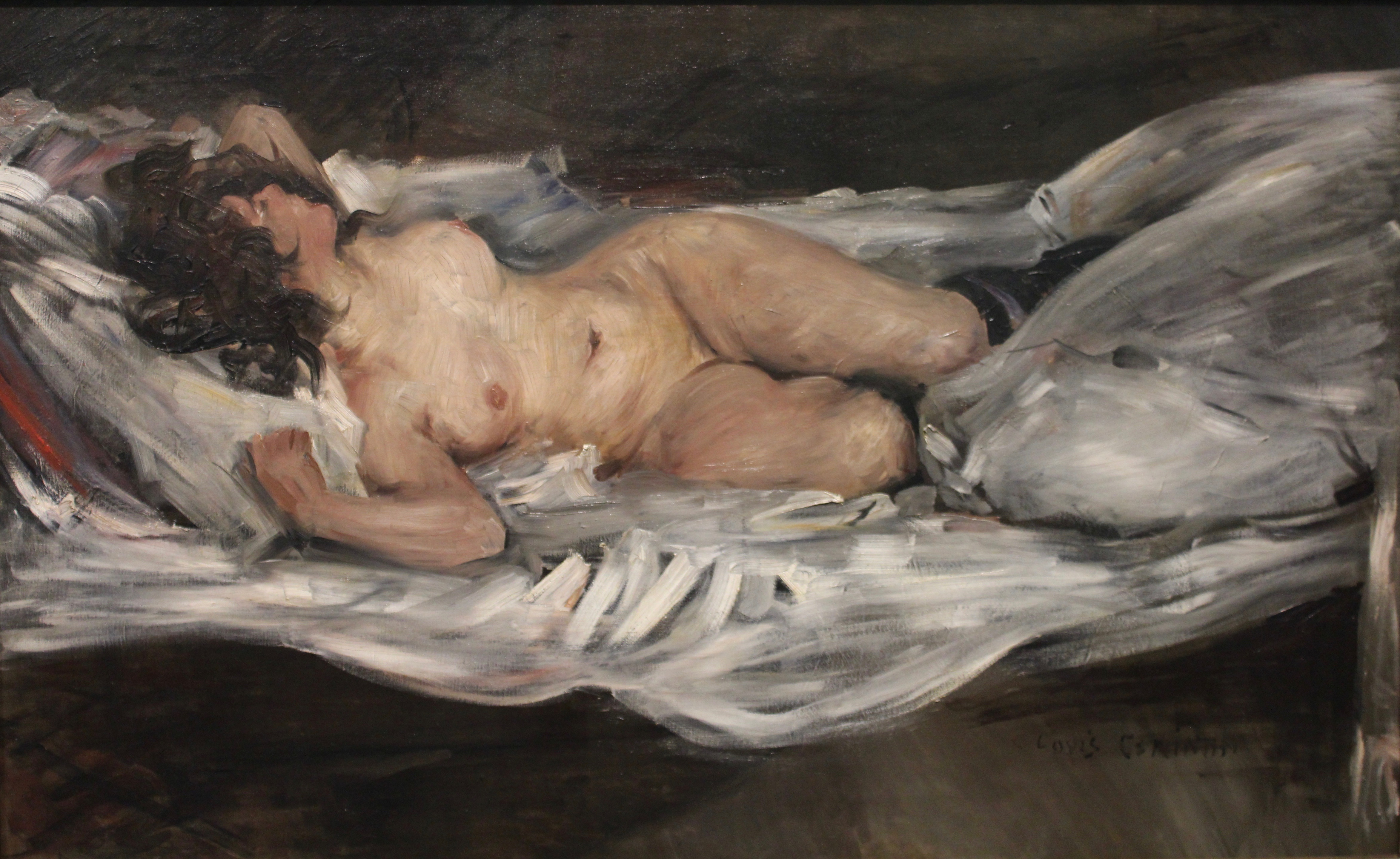
Оголена, що лежить (1899), полотно, олія, 75,5 см (29,7 в); Ширина: 120,5 см, Бременська картинна галерея, Бремен
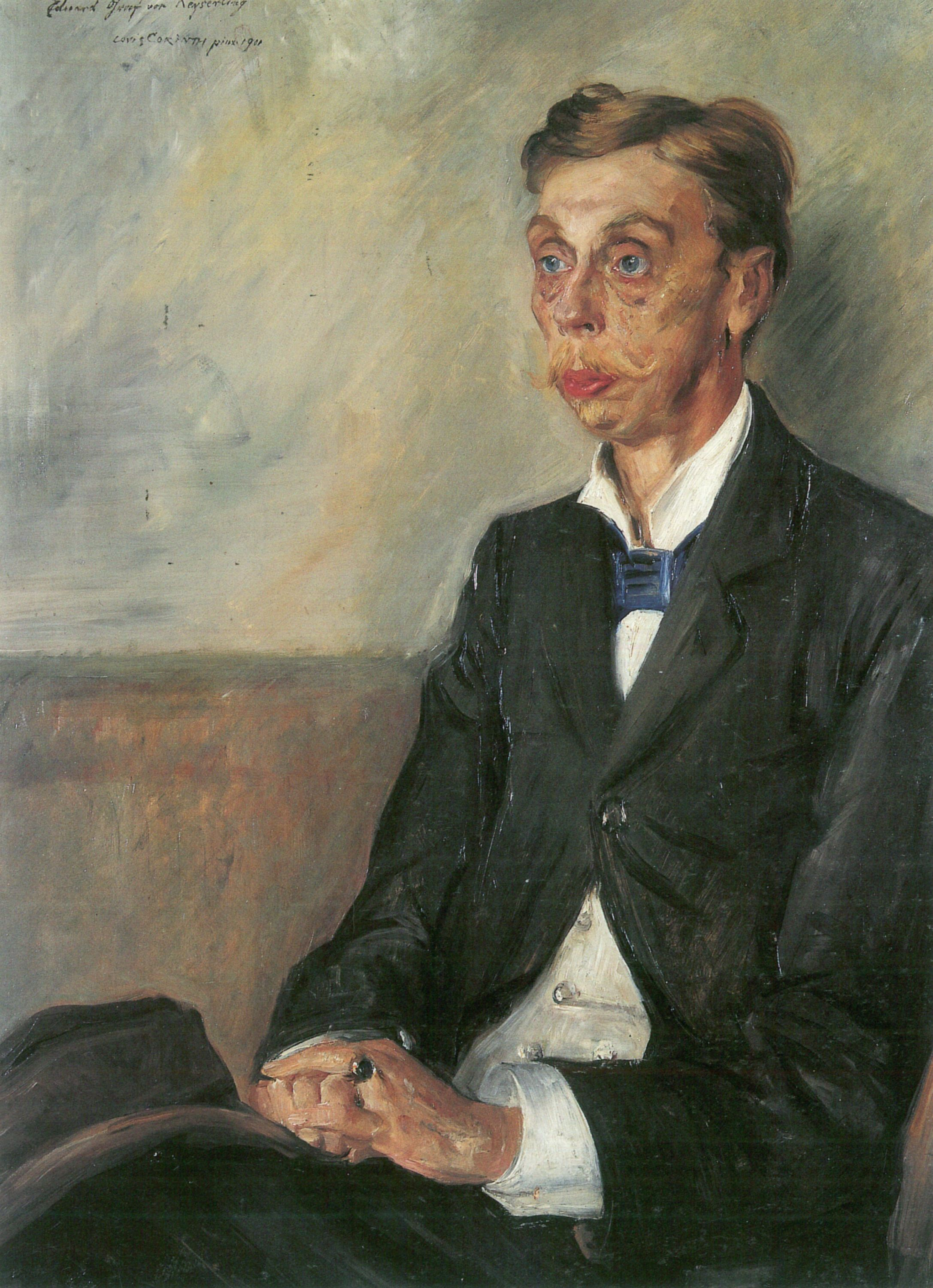
Граф Едуард фон Кейзерлінг (1900), 79,5 × 75,5 см, Міська галерея в будинку Ленбаха, Мюнхен
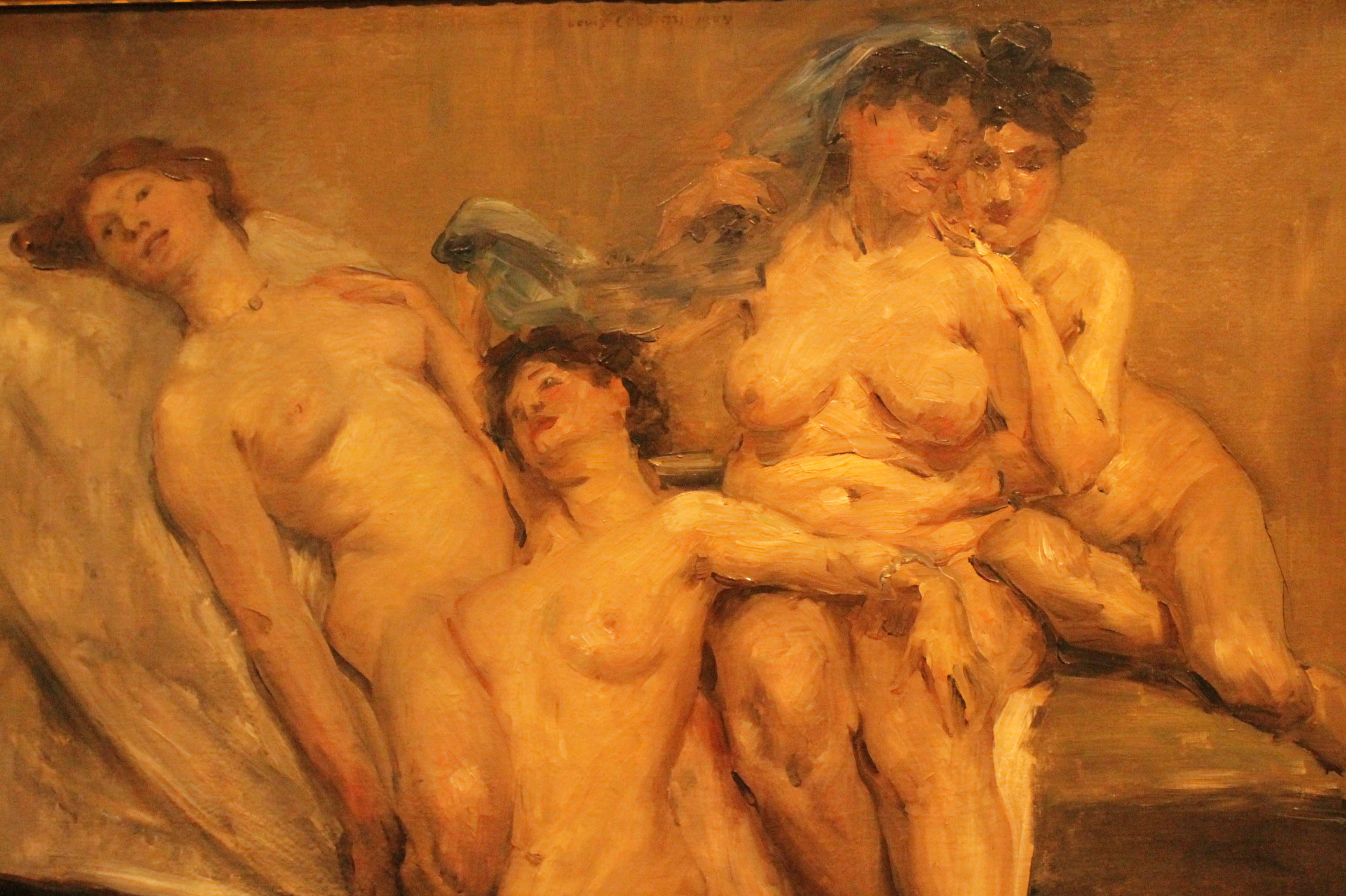
Група друзів, Ловіс Корінт (1904), полотно, олія, Альбертінум, Дрезден
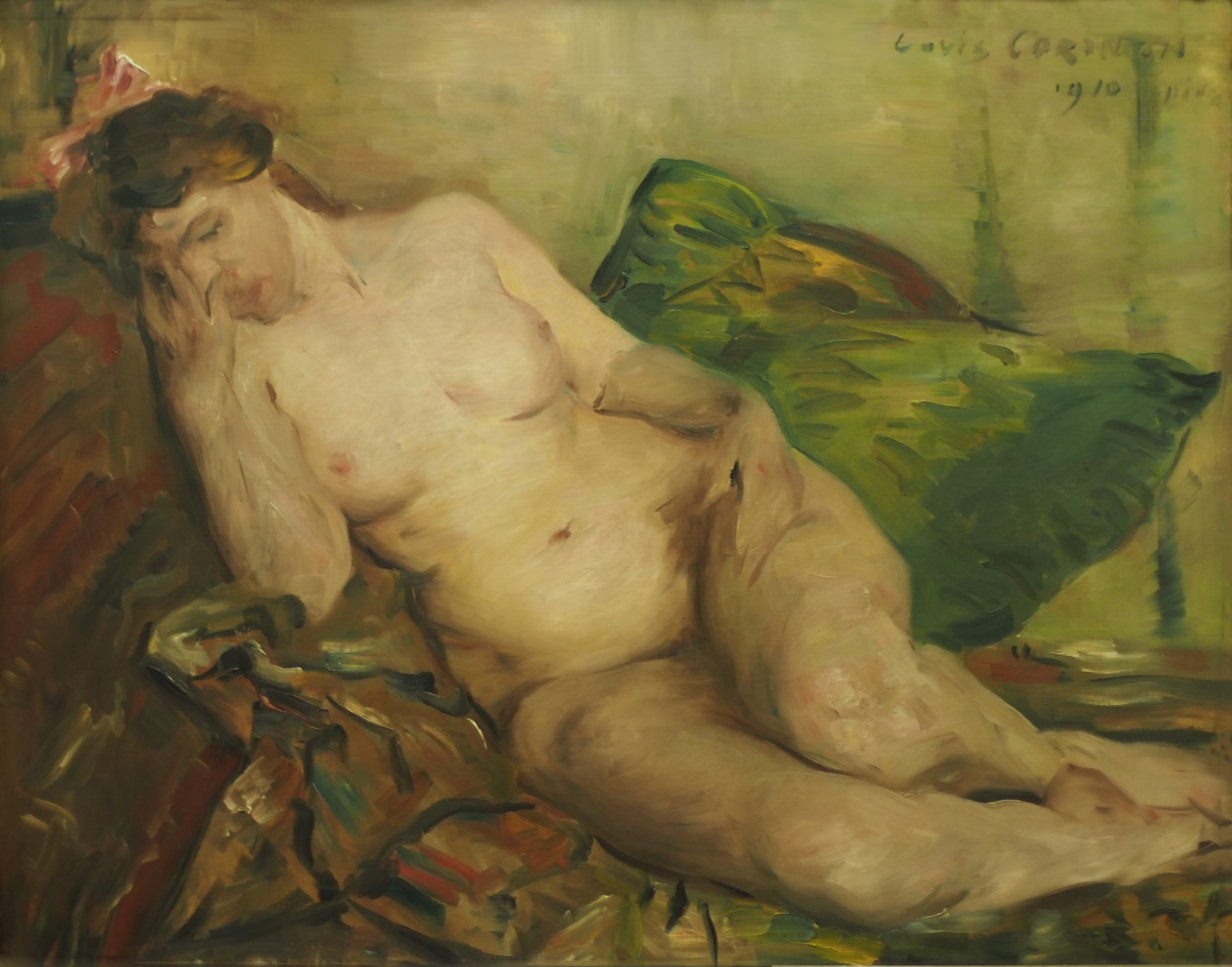
Оголена лежить (1910), полотно, олія, Земельний музей Ганновера, Ганновер
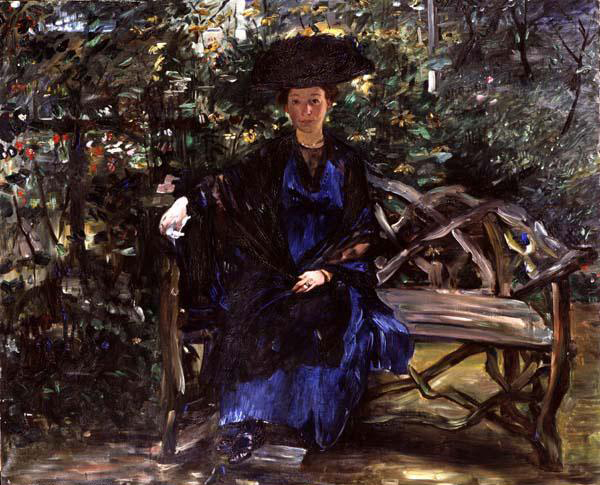
Портрет пані Кауманн (1911), 99х120 см, Кільська картинна галерея, Кіль
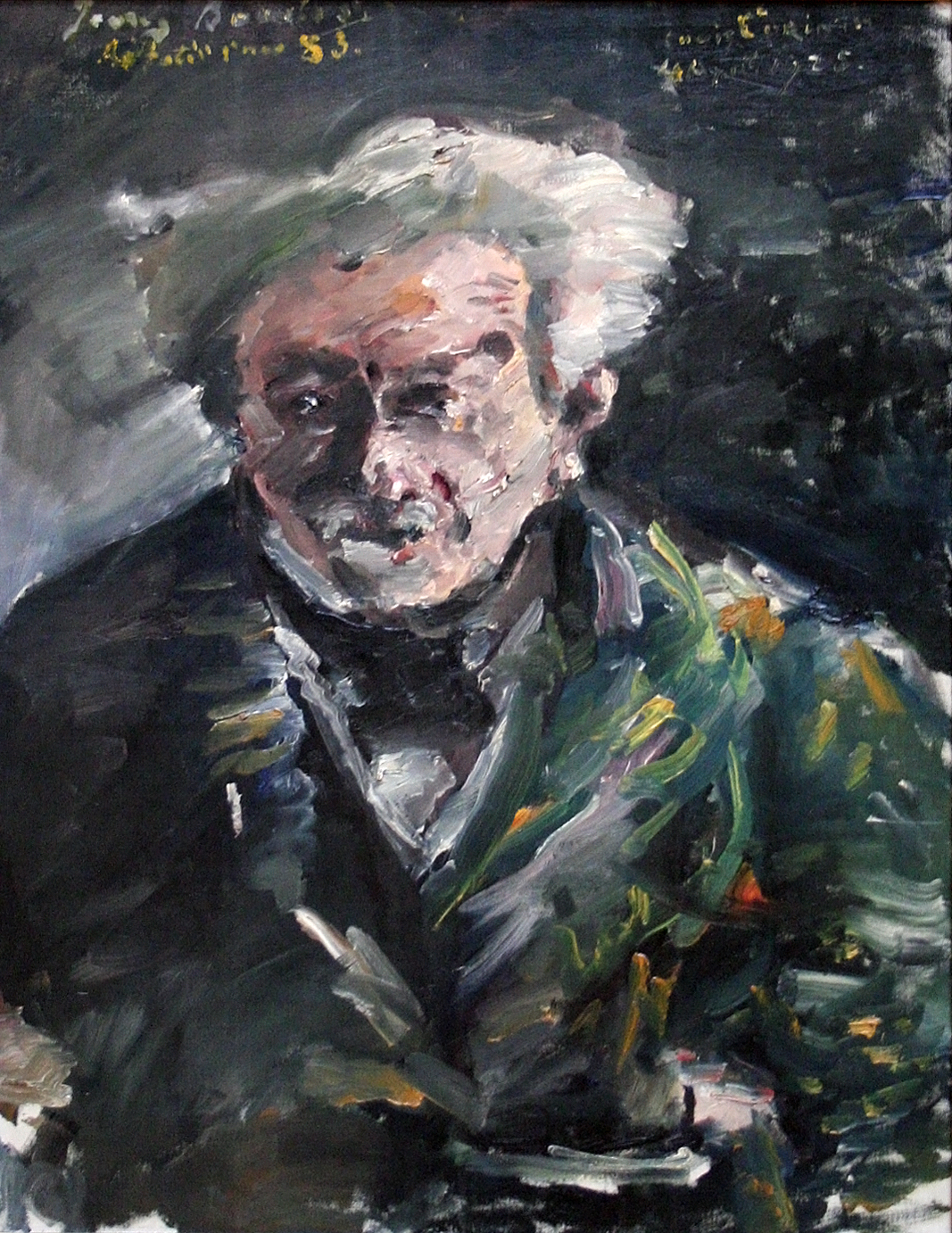
Георг Брандес (1925), полотно, олія, 111 х 91,5 см, Королівський музей образотворчих мистецтв, Антверпен

### Дружина, сім'я та автопортрети

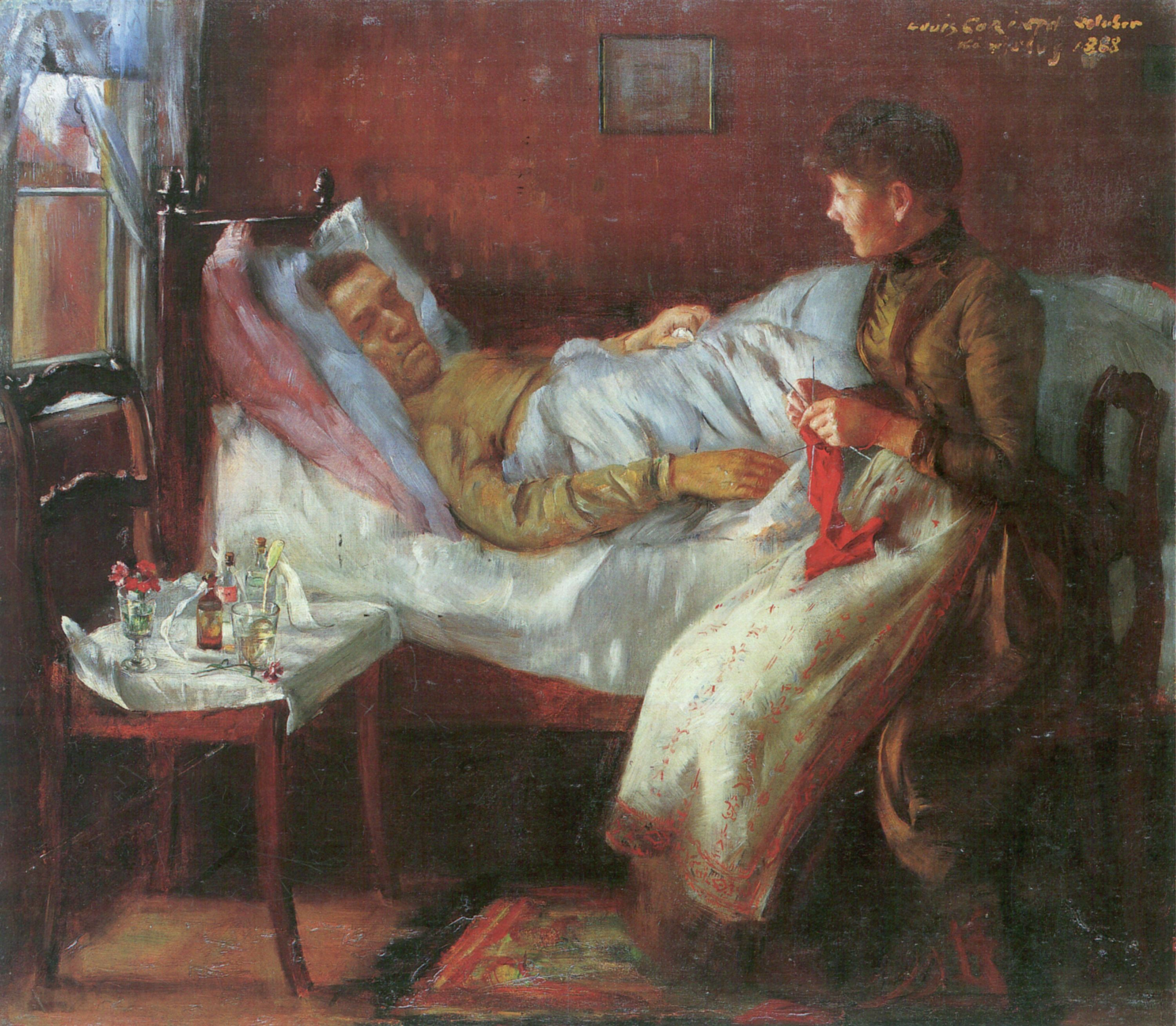
Батько художника на ліжку хворого(1888), полотно, олія, 61 × 70 см, Штедель, Франкфурт
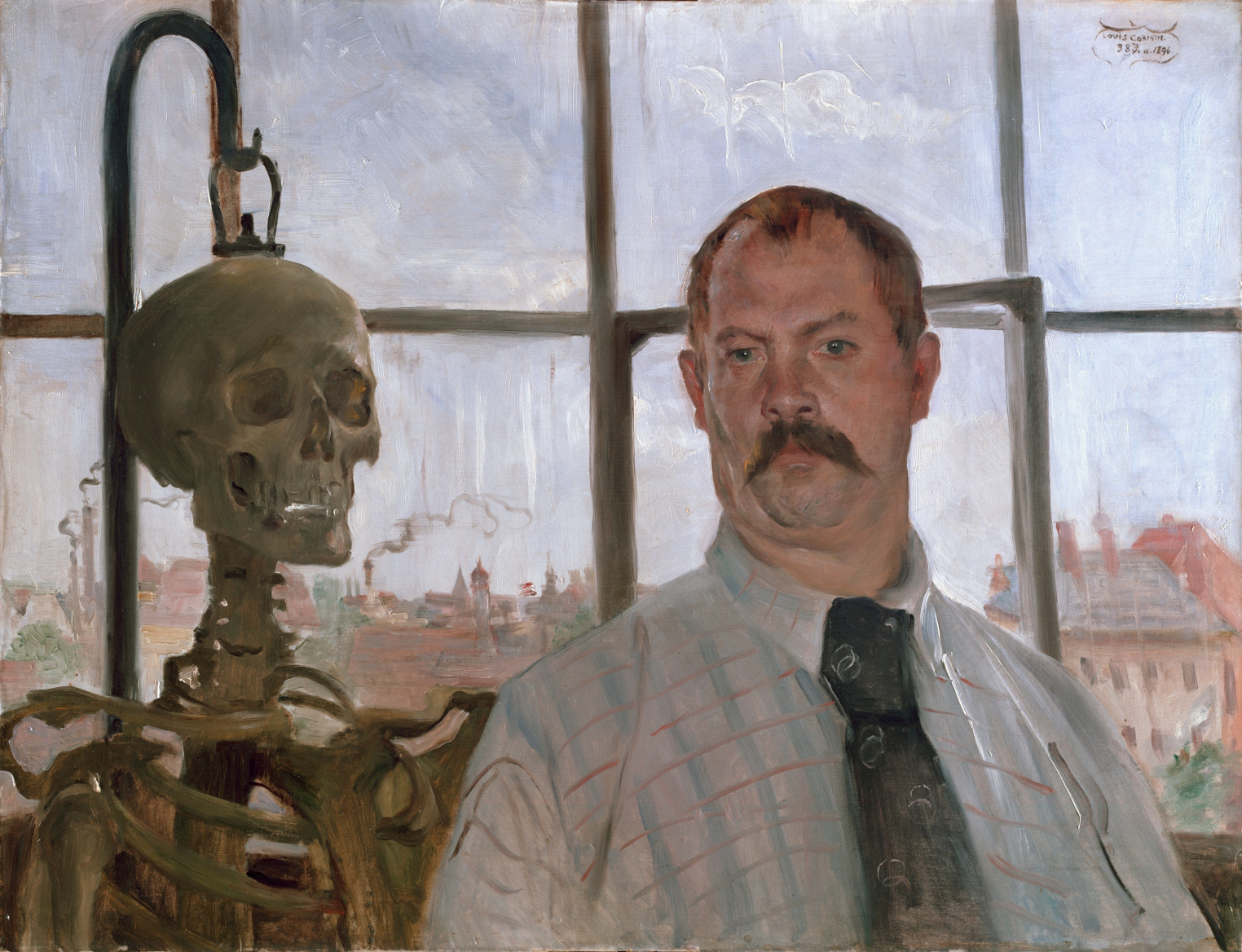
Автопортрет зі скелетом(1896), полотно, олія, 66 x 86 см, Міська галерея в будинку Ленбаха
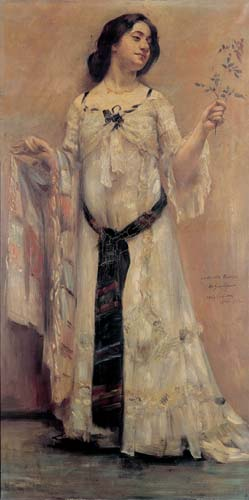
Шарлотта в білій сукні(1902), полотно, олія, 105 х 54 см, Фундація міського музею, Берлін
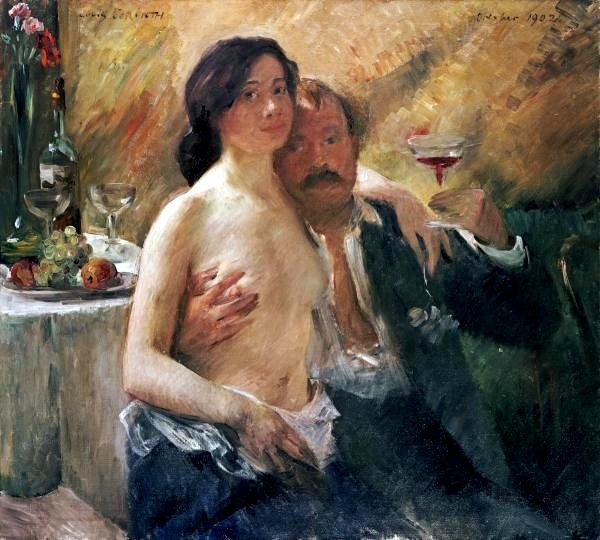
Автопортрет із Шарлоттою Беренд і келихом для шампанського(1902), полотно, олія, 97×107 см, приватна колекція.
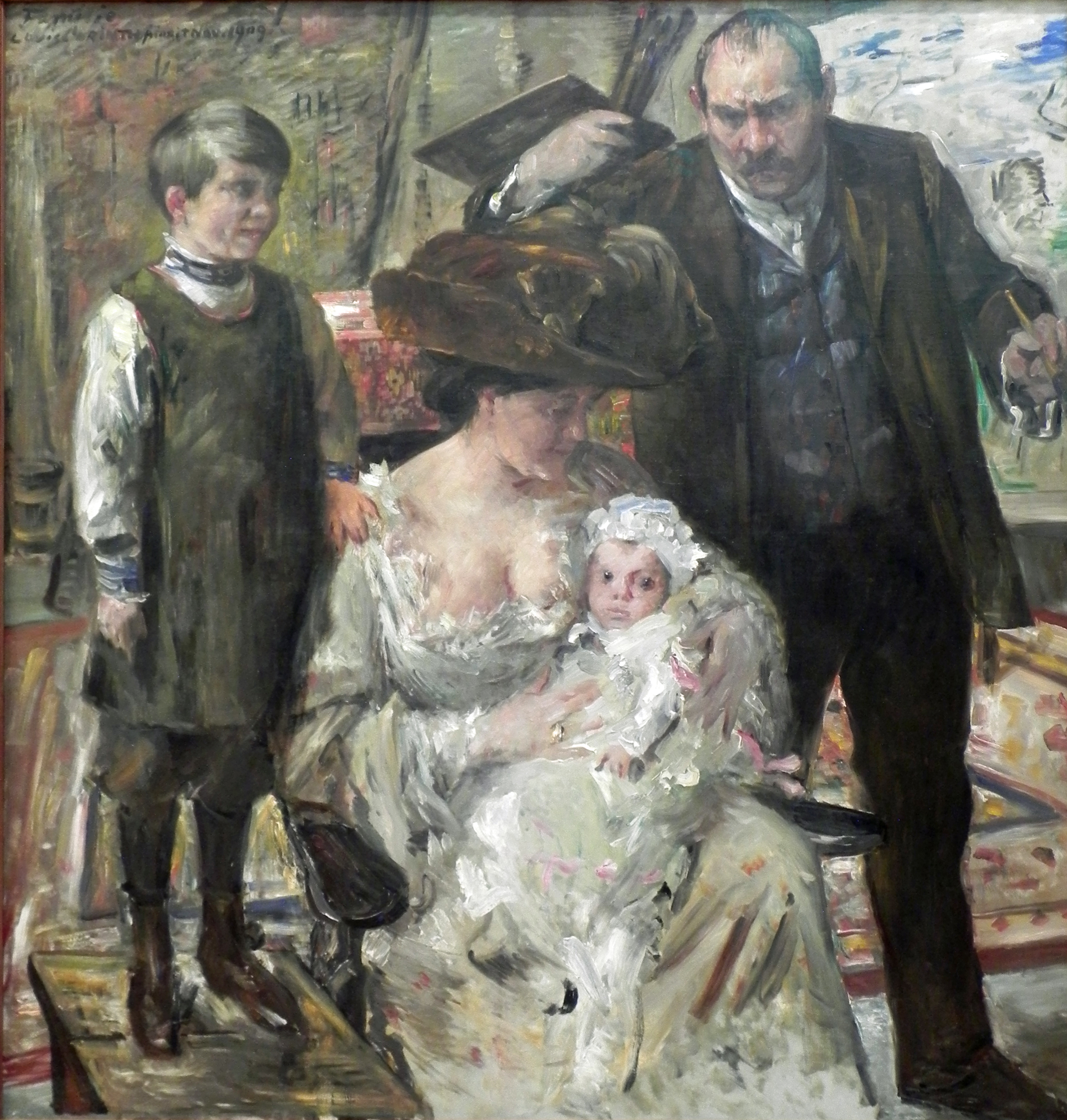
Художник та його родина(1909), полотно, олія, Нижньосаксонський земельний музей, Ганновер
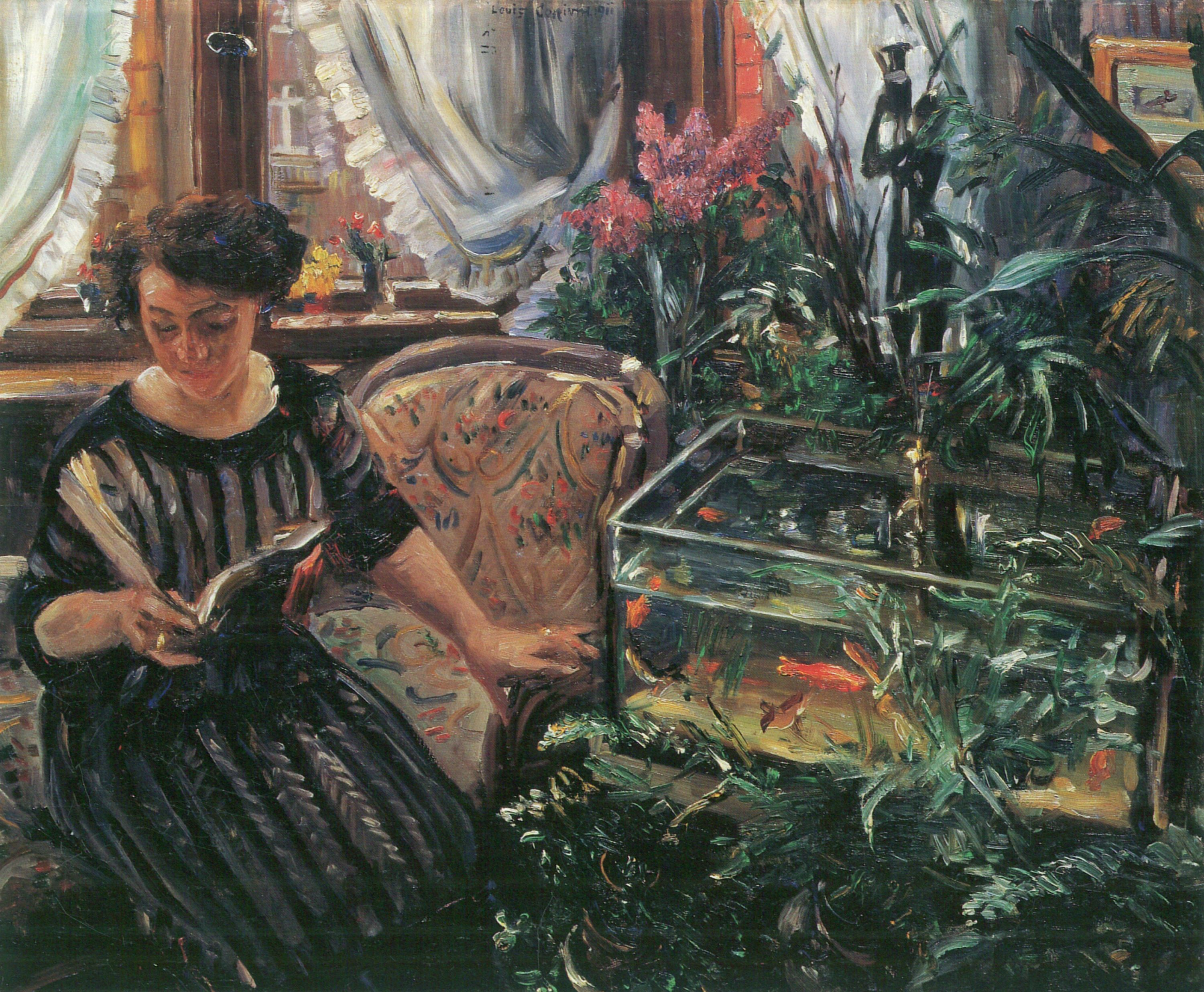
Дама біля басейну золотої рибки(1911), полотно, олія, 74 x 90,5 см, Австрійська галерея
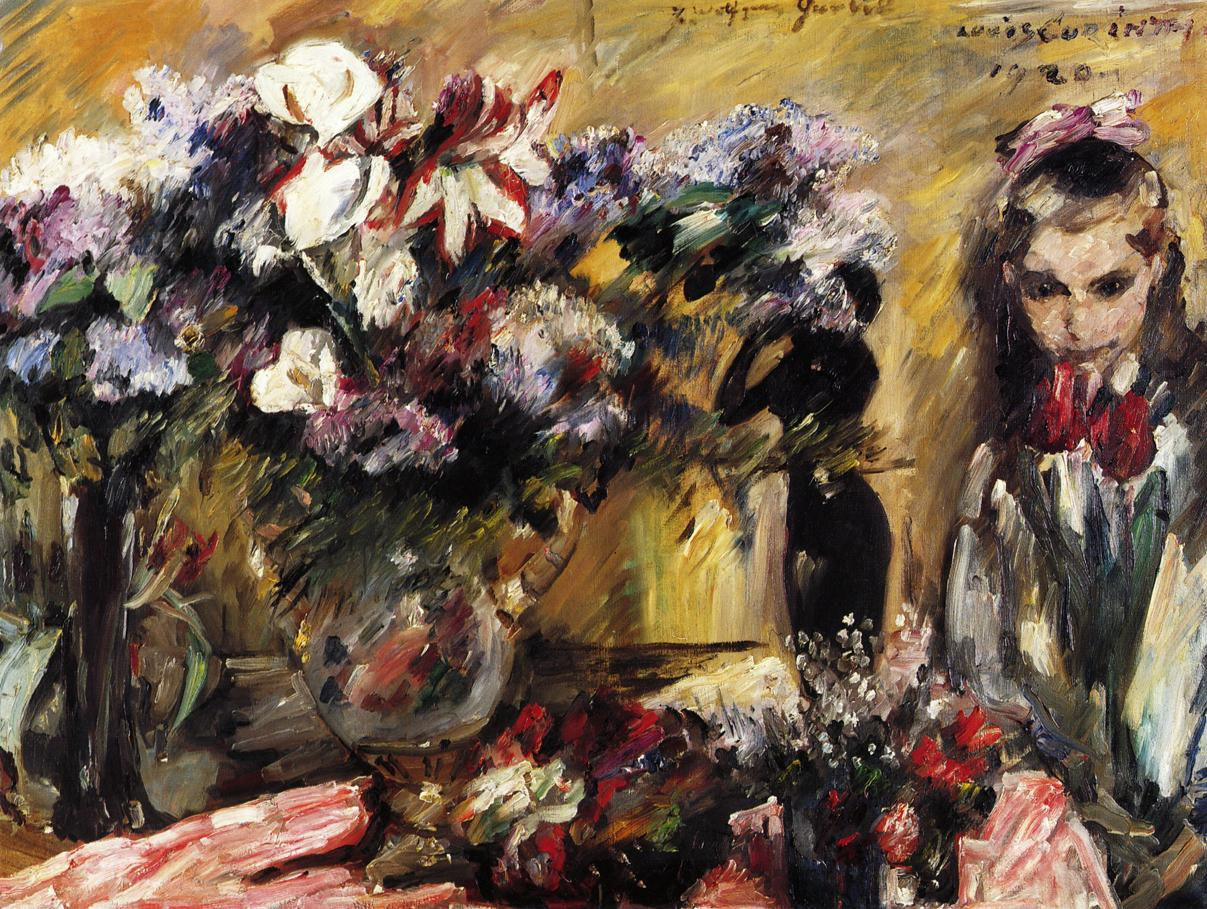
Квіти та донька Вільгельміни(1920), полотно, олія, 111 х 150 см, Художній музей Базеля
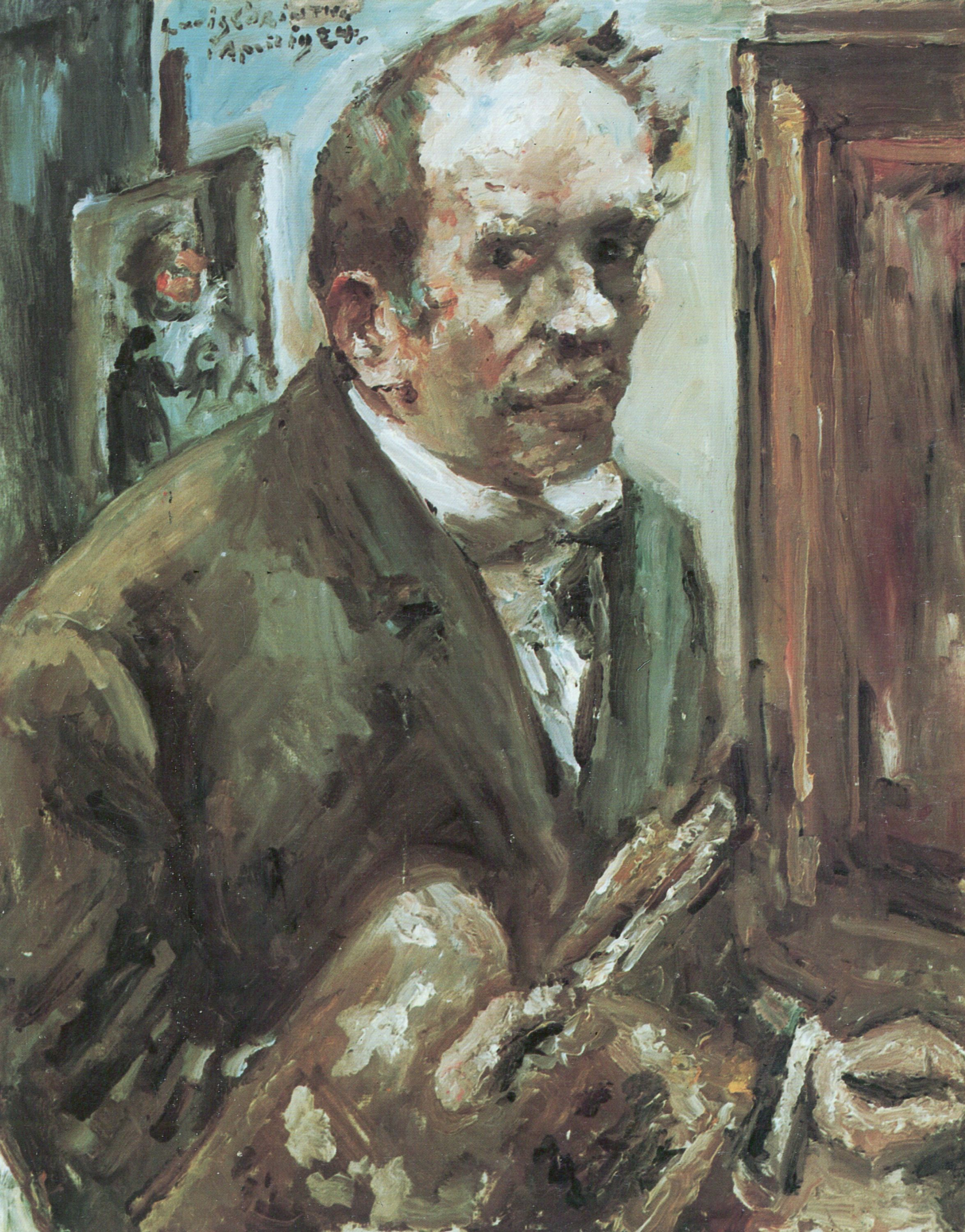
Автопортрет з палітрою(1924), полотно, олія, 100 х 79 см, Музей сучасного мистецтва, Нью-Йорк

### Історичний живопис

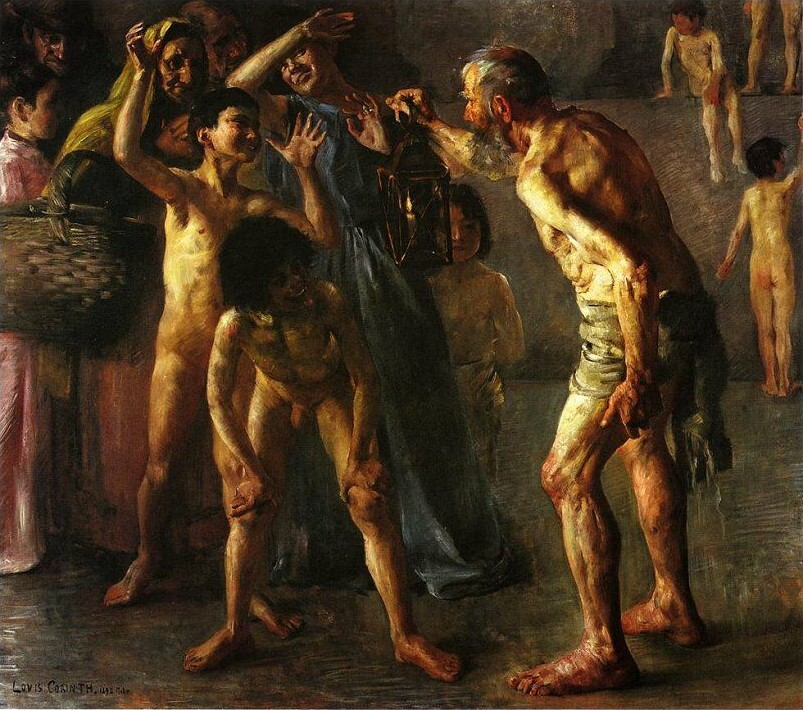
Діоген(1892), полотно, олія, 178 х 208 см, Східнонімецька галерея, Регенсбург
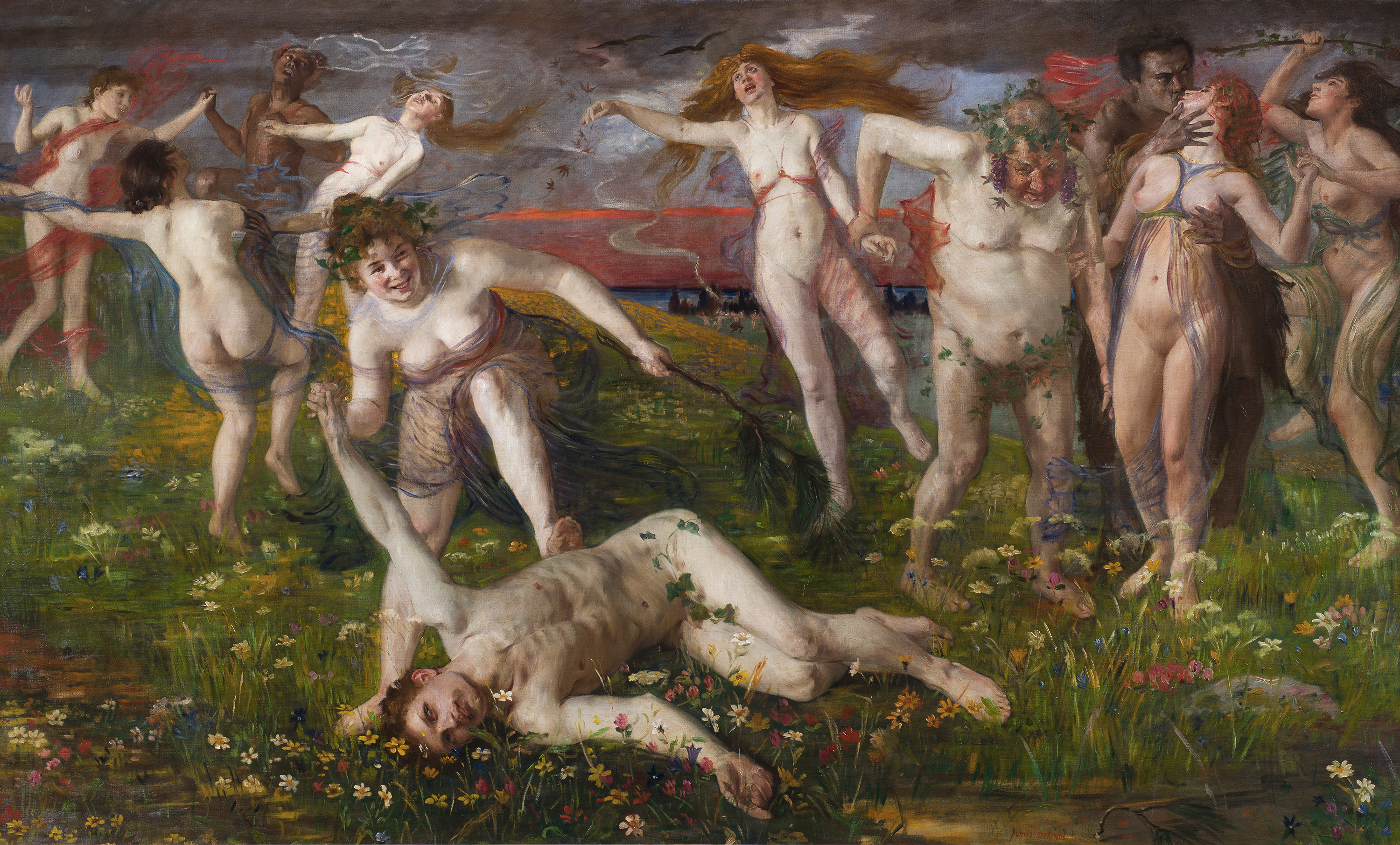
Вакханалія(1896), полотно, олія, 117 х 204 см, приватна колекція
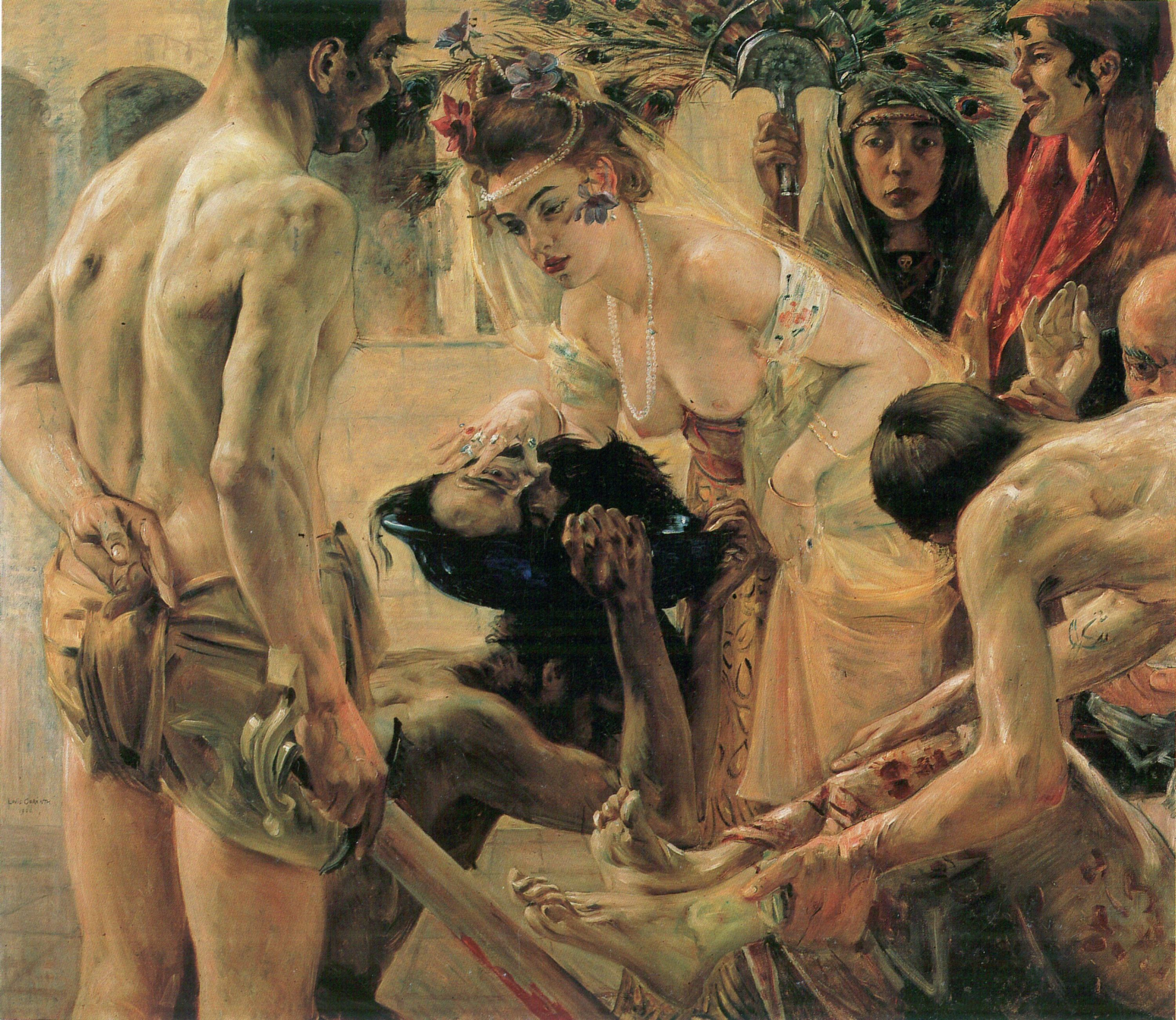
Саломея(1900), полотно, олія, 127×147 cm., Музей образотворчого мистецтва (Лейпциг)
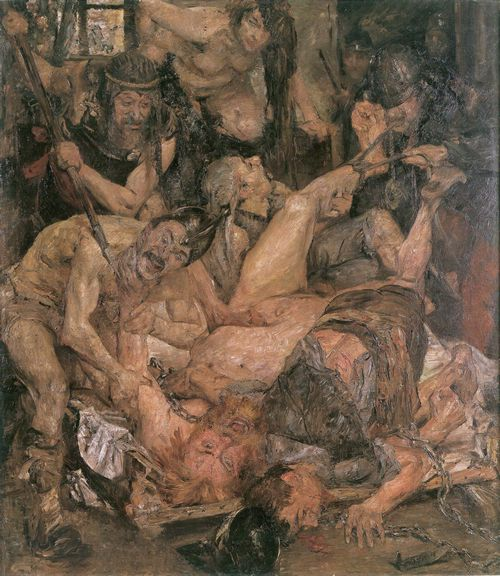
Взяття Самсона(1907), полотно, олія, 200 х 174 см, Майнцький земельний музей
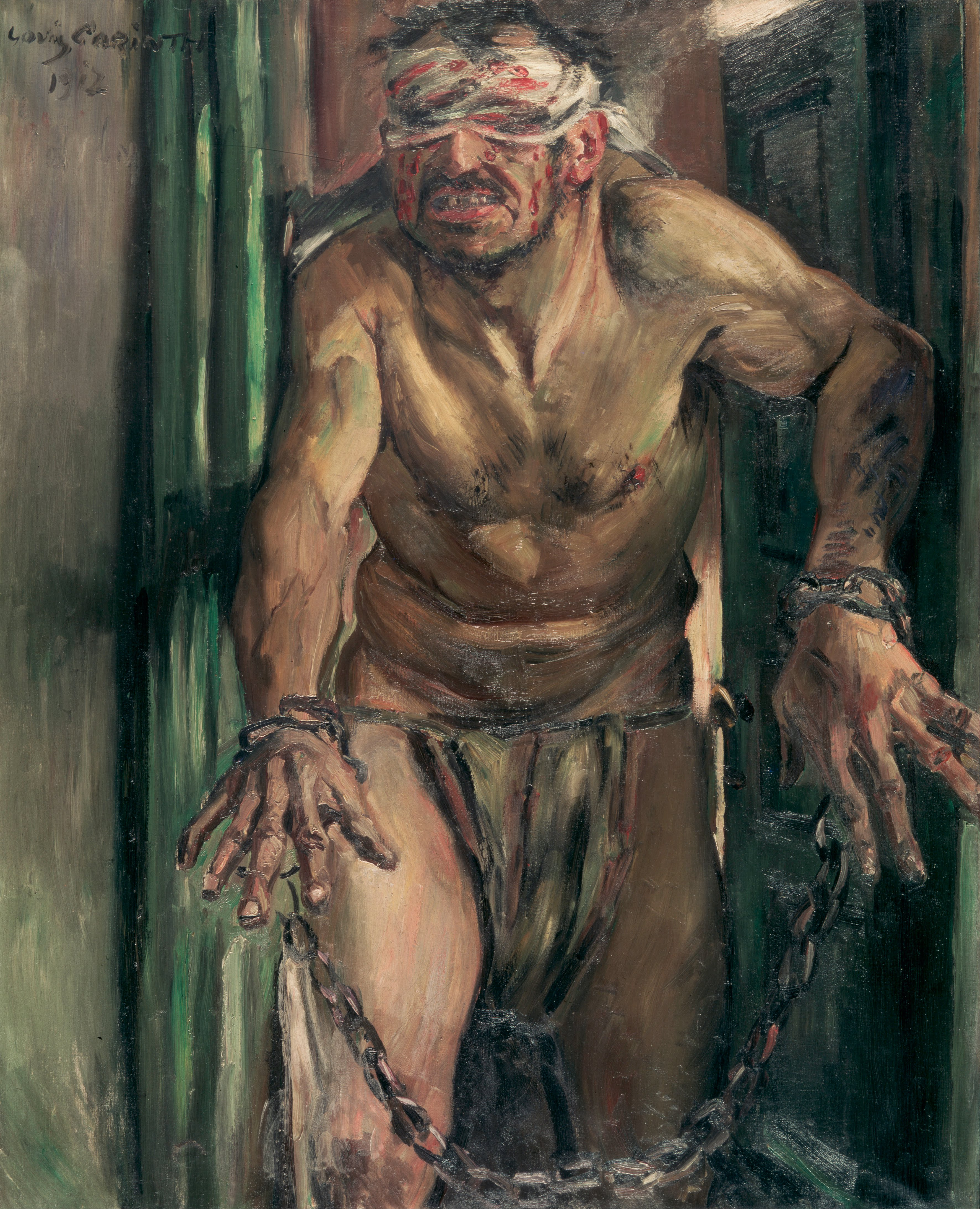
Осліплений Самсон(1912), полотно, олія, 105 см х 130 cm., Стара Національна галерея, Берлін
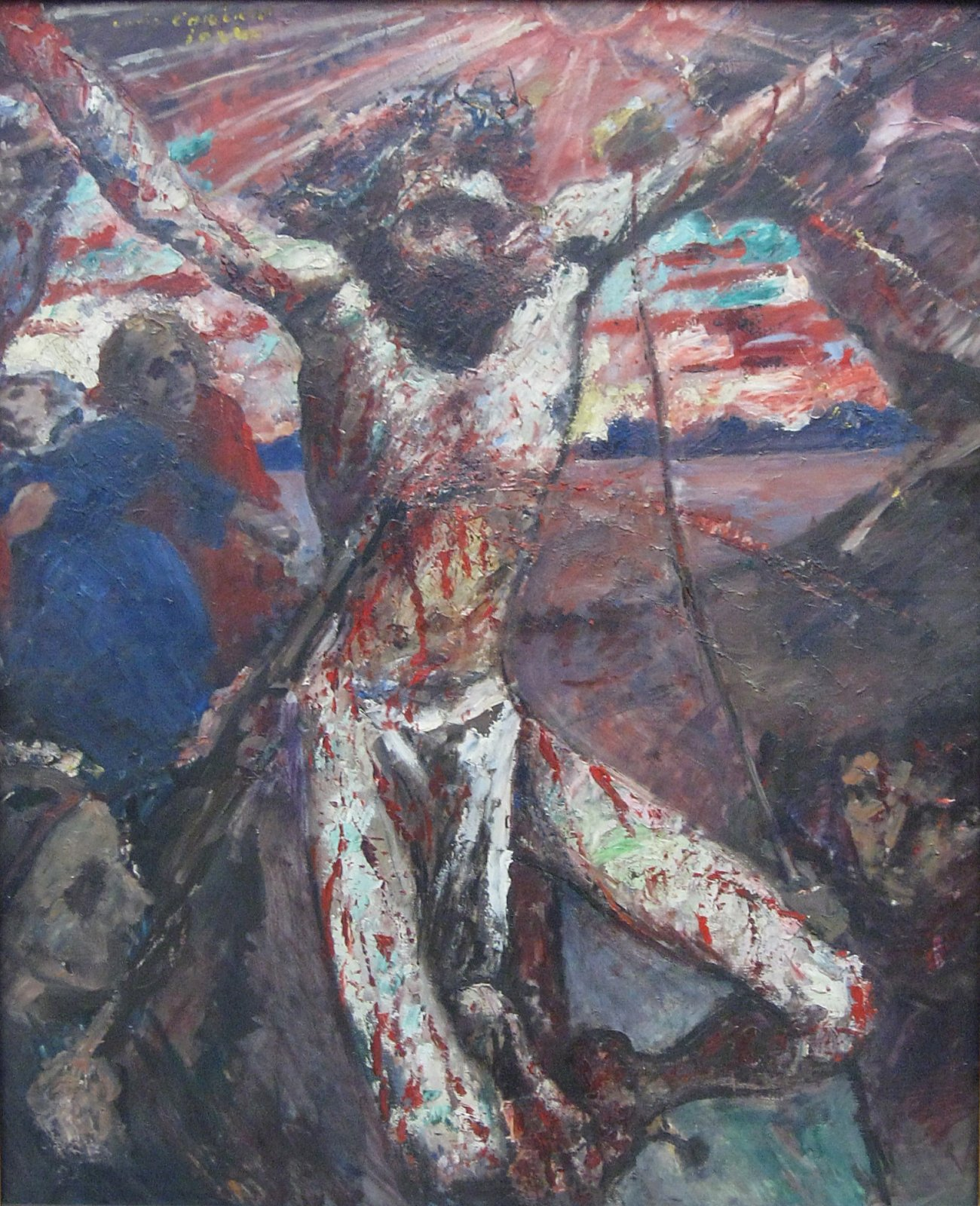
Червоний Христос(1922), доно, олія, 129 х 108 cm., Пінакотека модерну, Мюнхен
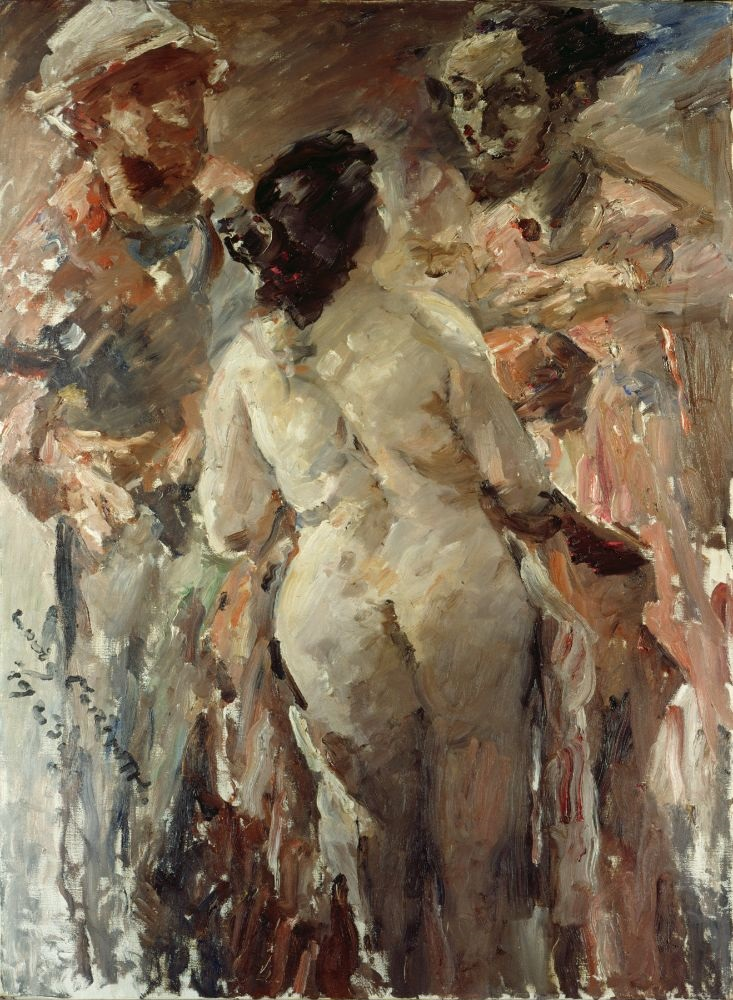
Сусанна та старці(1923), полотно, олія, 150,5 х 111 см, Державний музей Нижньої Саксонії
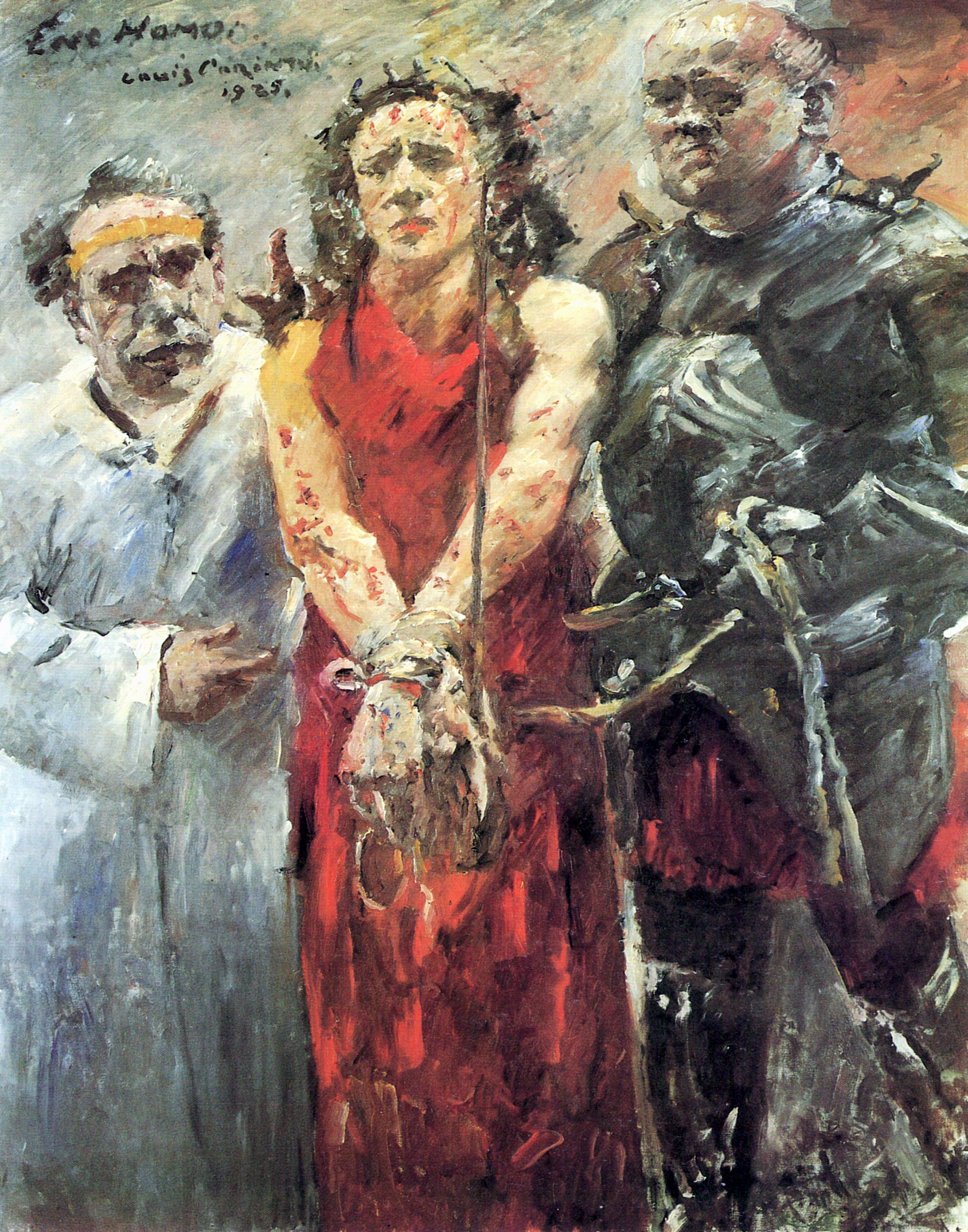
Ecce Homo(1925), полотно, олія, Художній музей Базеля